# Liste der Kulturdenkmale in Bertsdorf-Hörnitz
In der Liste der Kulturdenkmale in Bertsdorf-Hörnitz sind sämtliche Kulturdenkmale der sächsischen Gemeinde Bertsdorf-Hörnitz verzeichnet, die bis 1. September 2017 vom Landesamt für Denkmalpflege Sachsen erfasst wurden (ohne archäologische Kulturdenkmale). Die Anmerkungen sind zu beachten.
Diese Liste ist eine Teilliste der Liste der Kulturdenkmale im Landkreis Görlitz.

## Bertsdorf
| Bild                                    | Bezeichnung | Lage                                                                           | Datierung | Beschreibung | ID       |
| --------------------------------------- | --- | ------------------------------------------------------------------------------ | --- | --- | -------- |
| Weitere Bilder                          | Mordstein; Gedenkstein | (auf Bertsdorfer Flur, an der Straße nach Großschönau) (Karte)                 | Wahrscheinlich noch 1825 | Sogenannter Mordstein mit Inschrift für Marie Rosine Wagner, ortsgeschichtlich von Bedeutung, befand sich bis 1981 am Fuße des Breiteberges, danach hierher versetzt | 09273170 |
| Direkt Bild zu diesem Denkmal hochladen | Ufermauer des Bertsdorfer Wassers | (nahe der Brücke Großschönauer Straße) (Karte)                                 | 19. Jahrhundert | Nahe der Brücke Großschönauer Straße, Granit-Bruchsteinmauerwerk mit Abdeckplatten, baugeschichtlicher Wert | 09304942 |
| Direkt Bild zu diesem Denkmal hochladen | Wohnhaus (Umgebinde) | Am Bleichgraben 3 (Karte)                                                      | Eventuell noch 18. Jahrhundert | Obergeschoss Fachwerk, baugeschichtlich und sozialgeschichtlich von Bedeutung, links 3/3/3 Joche, Stube verschalt, Umgebinde-Konstruktion frei (Spannriegel/Knaggen), Oberstock verkleidet, massives Vorhäuschen | 09273054 |
| Direkt Bild zu diesem Denkmal hochladen | Wohnstallhaus (Obergeschoss Fachwerk) eines ehemaligen Vierseithofes                                                                                        | Am Bleichgraben 4 (Karte)                                                      | Bezeichnet mit 1821 | Baugeschichtlich und sozialgeschichtlich von Bedeutung | 09273086 |
| Direkt Bild zu diesem Denkmal hochladen | Wohnhaus (Obergeschoss Fachwerk) | Am Kirchberg 1 (Karte)                                                         | Mitte 19. Jahrhundert | Obergeschoss Fachwerk, baugeschichtlich von Bedeutung, Erdgeschoss massiv (vermutlich ehemaliges Umgebinde), Oberstockfachwerk zweiriegelig/eckstrebig, Fachwerk-Seitenflügel, Holztürstock, axiale Zuordnung der Fenster (Erdgeschoss/Oberstock), wichtig als Blickfang und für Ortsbild | 09273111 |
| Direkt Bild zu diesem Denkmal hochladen | Wohnhaus (Obergeschoss Fachwerk) | Am Kirchberg 2 (Karte)                                                         | 1. Hälfte 19. Jahrhundert, später verändert                                                                                                 | Obergeschoss Fachwerk, baugeschichtlich von Bedeutung, Erdgeschoss massiv (vermutlich ehemaliges Umgebinde), rechte Seite nach vorn gezogen (erweitert), mit eigenem Pultdach, Fachwerk-Oberstock: zweiriegelig/strebenlos, an den Giebeln eckstrebig, wichtig für Ortsbild und als Blickfang | 09273110 |
| Direkt Bild zu diesem Denkmal hochladen | Wohnhaus (Umgebinde) | Am Kirchberg 3 (Karte)                                                         | Um 1800 | Doppelstubenhaus, Obergeschoss Fachwerk, baugeschichtlich und straßenbildprägend von Bedeutung, Doppelstubenhaus, rechts 3/3/2, links 2/2 Joche, rechte Stube und Umgebinde-Konstruktion teilweise verschalt, links frei (Spannriegel/Knaggen), Fachwerk-Oberstock zweiriegelig/strebenlos, Krüppelwalmdach, kurzer Dachhecht, Blickfang/Ortsbild | 09273113 |
| Direkt Bild zu diesem Denkmal hochladen | Wohnhaus (Umgebinde) | Am Kirchberg 4 (Karte)                                                         | Um 1800 | Obergeschoss Fachwerk, baugeschichtlich und straßenbildprägend von Bedeutung, links 3/3/3 Joche, Stube und Umgebinde-Konstruktion verschalt (Spannriegel/Knaggen), Fachwerk-Oberstock zweiriegelig/strebenlos, Giebel ornamentiert verschiefert (Kunstschiefer), steiles Satteldach, vorkragend, Dachhecht, Blickfang/Ortsbild | 09273112 |
| Direkt Bild zu diesem Denkmal hochladen | Alte Kirchschule; Schulgebäude mit hinterem Anbau | Am Kirchberg 5 (Karte)                                                         | 1884 | Rückseite teils noch Fachwerk, Putzbau mit Sandsteinportal, Krüppelwalmdach und zwei Fledermausgaupen, baugeschichtlich und ortsgeschichtlich von Bedeutung, Bau 1884 sicher ziemlich neu aufgebaut. Alte Kirchschule sicher Fachwerk. | 09303481 |
| Direkt Bild zu diesem Denkmal hochladen | Pfarrhof mit Pfarrhaus, Scheune, Pfarrgarten, Einfriedungsmauer und Stützmauer                                                                              | Am Kirchberg 6 (Karte)                                                         | 1700 (Pfarrhaus) | Pfarrhaus mit bemalter Balkendecke aus der Erbauungszeit, zusammen mit angrenzendem Kirchhof und Kirche Ensemble von baugeschichtlicher, ortsgeschichtlicher und ortsbildprägender Bedeutung, Pfarrhaus mit bemalter Balkendecke aus der Erbauungszeit | 09303485 |
| Weitere Bilder                          | Kirche Bertsdorf mit Kirchhof und Friedhofserweiterung (Sachgesamtheit)                                                                                     | Am Kirchberg 7 (Karte)                                                         | Ab 16. Jahrhundert | Sachgesamtheit Kirche, Kirchhof und Friedhofserweiterung mit folgenden Einzeldenkmalen: Kirche, alle Grabmale (28) auf dem Kirchhof, Denkmal für die Gefallenen des Ersten Weltkrieges an der Kirchenwand, Leichenhäuschen und Einfriedungsmauer mit vier Torzugängen, das dem Kirchhof gegenüberliegende Friedhofseingangstor und sämtliche schmiedeeiserne Grabeinfriedungen auf dem Friedhof (siehe Einzeldenkmale unter gleicher Anschrift – Obj. 09273171) sowie der Kirchhof mit altem Baumbestand und Friedhof mit Friedhofsgestaltung als Sachgesamtheitsteile (Gartendenkmale); gemeinsam mit dem angrenzenden Pfarrhof Ensemble von baugeschichtlicher, ortsgeschichtlicher und ortsbildprägender Bedeutung. Neubau nach Riss von Andreas Klengel (Vorbild war alte Kirche von 1518), einschiffig, 5/10 Schluss, gurtenlose Kreuzgewölbe, zwei umlaufende, hölzerne Emporen, schlichtes Äußere, einbezogener Westturm, über Dachhöhe achteckig, mit zierlicher barocker Haube, seitlich je ein Treppenturm mit Wendeltreppe (Zugang zu den Emporen), spitzbogig gotisierende Maßwerkfenster. Altaraufsatz: Holz, 1689, verändert. Kanzel: 1696 (Christian Bürger und Johann Konrad Edelwehr/Zittau). Orgelgehäuse von 1751. Kirchhof: von Mauer umgeben, mit Portal des 17. Jahrhunderts, Grabdenkmäler 18. Jahrhundert. | 09303484 |
| Weitere Bilder                          | Kirche (Einzeldenkmal zu ID-Nr. 09303484) | Am Kirchberg 7 (Karte)                                                         | 1672–1676 (Kirche); 1689 (Altaraufsatz); 1696 (Kanzel); 1751 (Orgelprospekt)                                                                | Einzeldenkmal der Sachgesamtheit Kirche mit Kirchhof und Friedhofserweiterung; gemeinsam mit dem angrenzenden Pfarrhof-Ensemble von baugeschichtlicher, ortsgeschichtlicher und ortsbildprägender Bedeutung. Erste gewölbte Wandpfeilerkirche in der Oberlausitz, 1672–76 in Anlehnung an den 1672 abgebrannten Vorgängerbau von 1518 nach Riss von Andreas Klengel aus Dresden errichtet, vorbildlich für die Kirchen in Hainewalde, Spitzkunnersdorf, Niederoderwitz und Eibau (alle im früheren Kreis Löbau-Zittau). 1898 Erneuerung der Orgelempore. Putzbau mit 5/10-Schluss. Stattlicher, zur Hälfte eingezogener Westturm, über der Höhe des Satteldaches achteckig und mit einer Haube abschließend. An den Seiten jeweils ein Treppenturm mit Zugang zu den Emporen. Die Kirche mit gotisierenden Maßwerkfenstern versehen. Großräumige, kreuzgratgewölbte Kirche mit durchbrochenen Wandpfeilern und vorgelegten Pilastern sowie einer hölzernen Doppelempore, die auch den Altarraum umschließt. Die ornamentalen Malereien an den Emporen noch ursprünglich. Hölzerner Altaraufsatz, bezeichnet 1689. Das Altarbild von 1895 mit der Darstellung des Abendmahls von Wilhelm Walther aus Dresden, eingefasst von gedrehtem Säulenpaar mit Weinranken. Begleitet werden die Säulen von reich verzierten Anschwüngen, die zum Auszug führen. Darüber zwei Putten mit einer Tafel. – Sechseckige Holzkanzel mit gedrehten Säulen, datiert 1696, von Christian Bürger und Johann Konrad Edelwehr aus Zittau. Der Schalldeckel reich ornamentiert. – Sechseckige Taufe von Klempnermeister Weber aus Herrnhut, nach 1844. – Die Orgel von Schuster aus Zittau, 1898, Gehäuse von Johann G. Janitius, 1751. Von einer Mauer umschlossener Kirchhof, das östliche Friedhofstor mit rundbogigem Durchgang und kanneliertem Gewände sowie Spitzverdachung, bezeichnet 1574 und 1728 (Renovierung). Neubau nach Riss von Andreas Klengel (Vorbild war alte Kirche von 1518); einschiffig, 5/10 Schluss; gurtenlose Kreuzgewölbe; zwei umlaufende, hölzerne Emporen; schlichtes Äußere; einbezogener Westturm; über Dachhöhe achteckig, mit zierlicher barocker Haube; seitlich je ein Treppenturm mit Wendeltreppe (Zugang zu den Emporen); spitzbogig gotisierende Maßwerkfenster; Altaraufsatz: Holz, 1689, verändert; Kanzel: 1696 (Christian Bürger und Johann Konrad Edelwehr/Zittau); Orgelgehäuse von 1751; Kirchhof: von Mauer umgeben, mit Portal des 16. Jahrhunderts; alle 28 noch vorhandenen Grabdenkmäler auf dem Kirchhof entlang der Einfriedung 18./19. Jahrhundert, teilweise verwitterte Inschriften, später Stilllegung des Kirchhofs und Neuanlage des Friedhofs | 09273171 |
| Direkt Bild zu diesem Denkmal hochladen | Alle Grabmale (28) auf dem Kirchhof (Einzeldenkmal zu ID-Nr. 09303484)                                                                                      | Am Kirchberg 7 (Karte)                                                         | 18./19. Jahrhundert | Einzeldenkmale der Sachgesamtheit Kirche mit Kirchhof und Friedhofserweiterung | 09273171 |
| Direkt Bild zu diesem Denkmal hochladen | Denkmal für die Gefallenen des Ersten Weltkrieges an der Kirchenwand (Einzeldenkmal zu ID-Nr. 09303484)                                                     | Am Kirchberg 7 (Karte)                                                         | Nach 1918 | Einzeldenkmal der Sachgesamtheit Kirche mit Kirchhof und Friedhofserweiterung | 09273171 |
| Direkt Bild zu diesem Denkmal hochladen | Leichenhäuschen (Einzeldenkmal zu ID-Nr. 09303484) | Am Kirchberg 7 (Karte)                                                         | | Einzeldenkmal der Sachgesamtheit Kirche mit Kirchhof und Friedhofserweiterung | 09273171 |
| Weitere Bilder                          | Einfriedungsmauer mit vier Torzugängen (Einzeldenkmal zu ID-Nr. 09303484)                                                                                   | Am Kirchberg 7 (Karte)                                                         | Bezeichnet mit 1574 (östliches Kirchtor), Umbau bezeichnet mit 1728                                                                         | Einzeldenkmal der Sachgesamtheit Kirche mit Kirchhof und Friedhofserweiterung | 09273171 |
| Direkt Bild zu diesem Denkmal hochladen | Das dem Kirchhof gegenüberliegende Friedhofseingangstor und sämtliche schmiedeeiserne Grabeinfriedungen auf dem Friedhof (Einzeldenkmal zu ID-Nr. 09303484) | Am Kirchberg 7 (Karte)                                                         | 19. Jahrhundert (schmiedeeiserne Grabeinfriedungen)                                                                                         | Einzeldenkmale der Sachgesamtheit Kirche mit Kirchhof und Friedhofserweiterung | 09273171 |
| Direkt Bild zu diesem Denkmal hochladen | Wohnhaus (Umgebinde) | Am Kirchberg 8 (Karte)                                                         | Um 1850 | Doppelstubenhaus, Obergeschoss Fachwerk, baugeschichtlich von Bedeutung. Rechts 3/3/(3), links 2/2 Joche, Stuben und Umgebinde-Konstruktion unverschalt (Spannriegel/Knaggen), Eckverkämmung sichtbar (Hakenblatt), Fachwerk-Oberstock zweiriegelig/eckstrebig, Fachwerk-Abseite, Krüppelwalmdach. | 09273108 |
| Direkt Bild zu diesem Denkmal hochladen | Wohnhaus (Umgebinde) | Am Mühlgraben 4 (Karte)                                                        | 1. Hälfte 19. Jahrhundert | Obergeschoss Fachwerk, baugeschichtlich und sozialgeschichtlich von Bedeutung. Links 3/3/3 Joche, Stube verschalt, Umgebinde-Konstruktion frei (traufseitig Blattkopfbänder, Spannriegel), Säulen mit Kerbornamenten, Oberstockfachwerk verputzt, originale Fensteröffnungen erhalten. | 09273088 |
| Direkt Bild zu diesem Denkmal hochladen | Wohnstallhaus (Umgebinde) | Am Mühlgraben 5 (Karte)                                                        | Ende 18. Jahrhundert | Obergeschoss Fachwerk, baugeschichtlich von Bedeutung. Rechts 3/2 Joche, Stube und Umgebinde-Konstruktion unverschalt, Spannriegel/Knaggen, Eckverkämmung sichtbar (Hakenblatt), Fachwerk-Oberstock einriegelig/eck- und bundstrebig (Blattungen, Holznägel), Fenster überwiegend randständig, leicht profilierter Sandsteintürstock (bezeichnet 1884), Sandstein-Fenstergewände, in der Stubenzone Fenster mit jüngeren Zierblendrahmen, vorkragendes Satteldach. | 09273082 |
|                                         | Wohnhaus (Umgebinde) | Am Seidelsberg 1 (Karte)                                                       | 19. Jahrhundert | Eingeschossig, baugeschichtlich und sozialgeschichtlich von Bedeutung, links 3/3/2 Joche, Stube und Umgebinde-Konstruktion verschalt, Spannriegel fehlen, einstöckig, Giebel verbrettert mit ausgesägten Randbrettern | 09273040 |
| Weitere Bilder                          | Wohnhaus (Umgebinde) | Am Seidelsberg 2 (Karte)                                                       | Um 1800 | Obergeschoss Fachwerk, baugeschichtlich und sozialgeschichtlich von Bedeutung. Links 3/3/2 Joche, Stube und Umgebinde-Konstruktion unverschalt, Eckverkämmung sichtbar, Hakenblatt, Holznägel, Fachwerkoberstock einriegelig (hinten eckstrebig, vorn vollstrebig). | 09273041 |
| Direkt Bild zu diesem Denkmal hochladen | Wohnhaus (Umgebinde) | Am Sportplatz 2 (Karte)                                                        | 1. Hälfte 19. Jahrhundert | Obergeschoss Fachwerk, baugeschichtlich und sozialgeschichtlich von Bedeutung. Links 2/2/1 Joche, Stube verschalt, Umgebinde-Konstruktion frei (Spannriegel/Knaggen), Fachwerkoberstock rechts über Massivteil zweiriegelig/eckstrebig, über Flur und Stube vollstrebig (engständrig/engstrebig), Krüppelwalmdach. | 09273094 |
| Weitere Bilder                          | Wohnhaus (Umgebinde) | Am Steinberg 1 (Karte)                                                         | Mitte 19. Jahrhundert | Obergeschoss Fachwerk, baugeschichtlich und straßenbildprägend von Bedeutung. Rechts 3/3/2 Joche, Stube verschalt, Umgebinde-Konstruktion frei (Spannriegel/Knaggen), Fachwerk-Oberstock zweiriegelig/strebenlos. | 09272993 |
|                                         | Wohnhaus (Umgebinde) | Am Taubenberg 1 (Karte)                                                        | 1. Hälfte 19. Jahrhundert | Obergeschoss Fachwerk, baugeschichtlich und sozialgeschichtlich von Bedeutung. Links 3/3/3 Joche, Stube und Umgebinde-Konstruktion verschalt (Spannriegel/Knaggen), Oberstock verbrettert, im linken Giebeldreieck Bodenfenster mit Zierblendrahmen, ausgesägte Randbretter (Balkenkopfschutz). | 09272951 |
| Weitere Bilder                          | Wohnhaus (Umgebinde) | Am Taubenberg 2 (Karte)                                                        | 1818 | Obergeschoss Fachwerk, baugeschichtlich und sozialgeschichtlich von Bedeutung. Links 3/3/3 Joche, Stube und Umgebinde-Konstruktion verschalt (Spannriegel/Knaggen), Oberstock-Fachwerk einriegelig/strebenlos, Giebel verschalt, jüngere massive Stubenerweiterung, profilierter Sandsteintürstock, Füllungstür aus der Erbauungszeit. | 09272950 |
|                                         | Wohnhaus (Umgebinde) | Am Taubenberg 3 (Karte)                                                        | 1. Hälfte 19. Jahrhundert | Obergeschoss Fachwerk, baugeschichtlich und sozialgeschichtlich von Bedeutung. Rechts 3/3/3 Joche, Stube und Umgebinde-Konstruktion verschalt (Spannriegel/Knaggen), Oberstock verbrettert (mit Zierleisten). | 09272952 |
| Direkt Bild zu diesem Denkmal hochladen | Wohnstallhaus (Umgebinde) | Am Taubenberg 4 (Karte)                                                        | Bezeichnet mit 1850 | Obergeschoss Fachwerk, baugeschichtlich und sozialgeschichtlich von Bedeutung. Links 3/3 Joche, Stube und Umgebinde-Konstruktion verschalt (Spannriegel/Knaggen), Fachwerk-Oberstock zweiriegelig/strebenlos (am linken Giebel), eckstrebig (Traufseite) im Erdgeschoss, Fenster-Zierblendrahmen. | 09272949 |
|                                         | Wohnstallhaus (Umgebinde) eines ehemaligen Dreiseithofes | Am Taubenberg 5 (Karte)                                                        | Mitte 19. Jahrhundert | Obergeschoss Fachwerk, baugeschichtlich von Bedeutung. Rechts 3/3 Joche, Stube verschalt, Umgebinde-Konstruktion frei (Spannriegel/Knaggen), Fenster-Zierblendrahmen im Erdgeschoss, schlichte Granittürstöcke und Fenstergewände (zum Teil mit schmiedeeisernen Gittern), Oberstockfachwerk einriegelig/strebenlos (?), aufgedoppelt, dazu Seitengebäude: Fachwerk zweiriegelig/eckstrebig, Gefach zum Teil ziegelgefüllt auf massivem Unterbau, Krüppelwalmdach – Abbruch des Seitengebäudes 2010 festgestellt, Scheune kein Denkmal. | 09272948 |
|                                         | Wohnstallhaus (Umgebinde) | Am Taubenberg 6 (Karte)                                                        | Mitte 19. Jahrhundert, im Kern älter | Obergeschoss Fachwerk, baugeschichtlich von Bedeutung. Rechts 3/3 Joche, Stube verschalt, Umgebinde-Konstruktion unverschalt (Spannriegel/Knaggen), Oberstockfachwerk einriegelig/strebenlos (?), aufgedoppelt, rechter Giebel verbrettert, ehemaliger Stallteil und linke Hälfte modernisiert. | 09272947 |
| Direkt Bild zu diesem Denkmal hochladen | Wohnhaus (Umgebinde) | Am Unteren Mühlgraben 5 (Karte)                                                | Mitte 18. Jahrhundert | Eingeschossig, baugeschichtlich und sozialgeschichtlich von Bedeutung. Einstöckig, links 2/2/(2) Joche, an der Rückseite ausgemauert, Stube verschalt, Umgebinde-Konstruktion frei, traufseitig Blattkopfbänder mit Kerbmustern, Spannriegel fehlt, rechts Fachwerkteil (einriegelig mit Streben, links Giebelverschalung mit ausgesägten Randbrettern, durch Hanglage Niveauausgleich auf hoher Mauer, wichtig für Ortsbild und als Blickfang. | 09273126 |
| Direkt Bild zu diesem Denkmal hochladen | Wohnhaus (Umgebinde) | Am Unteren Mühlgraben 7 (Karte)                                                | Noch 18. Jahrhundert | Obergeschoss Fachwerk, baugeschichtlich und sozialgeschichtlich von Bedeutung. Links 3/3/2 Joche, Stube verschalt, Umgebinde-Konstruktion überwiegend frei (Spannriegel/Knaggen), Fachwerk-Oberstock traufseitig links zweiriegelig/strebenlos, rechts einriegelig/Kreuzstrebe verblattet, linker Giebel verbrettert, Fachwerk-Erker teilweise verschalt, Krüppelwalmdach. | 09273125 |
| Direkt Bild zu diesem Denkmal hochladen | Wohnhaus (Umgebinde) | Am Unteren Mühlgraben 9 (Karte)                                                | Um 1800 | Obergeschoss Fachwerk, baugeschichtlich und sozialgeschichtlich von Bedeutung. Rechts 3/3/2 Joche, Stube überwiegend verschalt (Eckverkämmung sichtbar), Umgebinde-Konstruktion frei (Spannriegel/Knaggen), Oberstock-Fachwerk an der Rückseite einriegelig mit verblatteten Streben, Traufseite verbrettert (mit Zierleisten), rechter Giebel ornamental verschiefert, links Stall/Wirtschaftsteil: Fachwerk auf massivem Unterbau mit wandhohem Strebenpaar. | 09273123 |
| Direkt Bild zu diesem Denkmal hochladen | Wohnhaus (Umgebinde) | Am Unteren Mühlgraben 10 (Karte)                                               | Ende 18. Jahrhundert, später verändert | Obergeschoss Fachwerk, baugeschichtlich und sozialgeschichtlich von Bedeutung. Links 3/3/2 Joche, Stube und Umgebinde-Konstruktion verschalt (Spannriegel/Knaggen), Oberstockfachwerk zweiriegelig/strebenlos, linker Giebel verschiefert (eventuell später aufgestockt), Haustür um 1900. | 09273124 |
|                                         | Wohnhaus (Umgebinde) | Am Unteren Mühlgraben 11 (Karte)                                               | Frühes 19. Jahrhundert | Obergeschoss Fachwerk, baugeschichtlich und sozialgeschichtlich von Bedeutung. Links 3/3/3 Joche, Stube verschalt, Umgebinde-Konstruktion am Giebel verschalt (Spannriegel/Knaggen), Oberstock-Fachwerk einriegelig/strebenlos, traufseitig Verbretterung mit Zierformen (Schmuckleisten, spitz auslaufende Deckleisten), linker Giebel ornamental verschiefert, rechtes Giebeldreieck: Verbretterung mit ausgesägten Randbrettern, Haustür vermutlich um 1850. | 09273122 |
| Weitere Bilder                          | Wohnhaus (Umgebinde) | Am Unteren Mühlgraben 12 (Karte)                                               | Um 1800, später verändert | Eingeschossig mit Drempel, baugeschichtlich und sozialgeschichtlich von Bedeutung. Rechts 2/3/2 Joche, Stube und Umgebinde-Konstruktion verschalt (Spannriegel/Knaggen), Kniestock (Fachwerk teils aufgedoppelt, teils verbrettert), rechter Giebel ornamentiert verschiefert (Rautenmotiv), wichtig für Ortsbild/Blickfang. | 09273121 |
| Direkt Bild zu diesem Denkmal hochladen | Wohnhaus (Umgebinde) | Am Unteren Mühlgraben 14 (Karte)                                               | 1. Hälfte 19. Jahrhundert | Obergeschoss Fachwerk, baugeschichtlich und sozialgeschichtlich von Bedeutung. Rechts 3/3/(2) Joche, Stube und Umgebinde-Konstruktion verschalt (gekerbte Brettlagen, Spannriegel/Knaggen), Fachwerk-Oberstock zweiriegelig/strebenlos, Krüppelwalm. | 09273120 |
| Direkt Bild zu diesem Denkmal hochladen | Wohnhaus (Umgebinde) | Am Unteren Mühlgraben 15 (Karte)                                               | Frühes 19. Jahrhundert | Doppelstubenhaus, Obergeschoss Fachwerk, baugeschichtlich und sozialgeschichtlich von Bedeutung. Rechts 2/2, links 3/3/-Joche, Stuben verschalt (gekerbte Brettlagen), Umgebinde-Konstruktion frei (Spannriegel/Knaggen), Fachwerk-Oberstock zweiriegelig/eckstrebig, rechter Giebel verbrettert (Stiche, Bogenleiste), Krüppelwalm, Haustür um 1900, Holztürstock. | 09273119 |
| Direkt Bild zu diesem Denkmal hochladen | Wohnhaus (Umgebinde) | Am Unteren Mühlgraben 17 (Karte)                                               | Mitte 19. Jahrhundert | Obergeschoss Fachwerk, baugeschichtlich von Bedeutung. Rechts 3/4/3 Joche, Stube und Umgebinde-Konstruktion unverschalt (Spannriegel/Knaggen), Fachwerk zweiriegelig/strebenlos, rechter Giebel verbrettert (mit Zierleiste und Stichen), linke Seite des Hauses massiv (modernisiert), massiver Anbau. | 09273117 |
| Direkt Bild zu diesem Denkmal hochladen | Wohnhaus (Umgebinde) | Am Unteren Mühlgraben 18 (Karte)                                               | Im Kern 18. Jahrhundert, später verändert                                                                                                   | Eingeschossig mit Drempel, baugeschichtlich und sozialgeschichtlich von Bedeutung. Links 3/3/1 Joche, Stube und Umgebinde-Konstruktion verkleidet (Spannriegel/Knaggen), Kniestock und Giebel verbrettert (Stiche), kleiner massiver Anbau mit flach geneigtem Satteldach. | 09273118 |
| Direkt Bild zu diesem Denkmal hochladen | Wohnhaus (Umgebinde) | Am Wehr 1 (Karte)                                                              | Im Kern 18. Jahrhundert | Obergeschoss Fachwerk, baugeschichtlich und sozialgeschichtlich von Bedeutung. Links 3/3 Joche, Stube und Umgebinde-Konstruktion verschalt (Spannriegel/Knaggen), einhüftiges Dach, zur Traufseite Halbgeschoss mit dichtem Rasterfachwerk, linker Giebel verschlagen, rechts massiv, modernisiert, im Erdgeschoss Fenster mit jüngerem Zierblendrahmen. | 09273081 |
|                                         | Wohnhaus (Umgebinde) | Am Wehr 2 (Karte)                                                              | Bezeichnet mit 1889 | Obergeschoss Fachwerk, Beispiel der späteren Holzbauweise, baugeschichtlich und von Bedeutung. Links 3/3/- Joche, Stube verschalt, Umgebinde-Konstruktion frei (Spannriegel/Knaggen), Fachwerk-Oberstock zweiriegelig/strebenlos, flachgeneigtes Satteldach (Pfettenkonstruktion/Schweizer Stil), Oberstockfenster einheitlich mit Zierblendrahmen (Zahnschnitt), massiver Erkeranbau, profilierter Sandsteintürstock, Segmentbogen, Keilstein. | 09273080 |
|                                         | Wohnhaus (Umgebinde) | Am Wehr 4 (Karte)                                                              | 1. Hälfte 19. Jahrhundert | Doppelstubenhaus, Obergeschoss Fachwerk, baugeschichtlich von Bedeutung. Links 3/3/2, rechts 2/2 Joche, Stuben verschalt, Umgebinde-Konstruktion frei (Spannriegel/Knaggen), Fachwerk-Oberstock zweiriegelig/strebenlos, kurzer Dachhecht, wichtig für Ortsbild und als Blickfang. | 09273079 |
| Direkt Bild zu diesem Denkmal hochladen | Wohnhaus (Umgebinde) | Am Wehr 5 (Karte)                                                              | Mitte 19. Jahrhundert | Obergeschoss Fachwerk, baugeschichtlich von Bedeutung. Links 3/3/3 Joche, Stube verschalt (gekerbte Brettlagen), Umgebinde-Konstruktion frei (Spannriegel/Knaggen), Fachwerk-Oberstock zweiriegelig/eckstrebig, kurzer Dachhecht. | 09273075 |
| Direkt Bild zu diesem Denkmal hochladen | Wohnhaus (Umgebinde) | Am Wehr 6 (Karte)                                                              | Mitte 19. Jahrhundert | Obergeschoss Fachwerk, baugeschichtlich von Bedeutung. Rechts 4/4/(2) Joche, Stube verschalt, Umgebinde-Konstruktion frei (Spannriegel/Knaggen), Oberstock verbrettert (Zierbretter, -leisten), Fensterumrahmungen, links massiv mit profilierten Sandstein-Fenstergewänden, kurzer Dachhecht, Giebel mit reizvollen Schieferbildwänden (Bogenreihen, Diagonalmuster, Zöpfe), hölzernes Vorhäuschen (um 1900), an der Traufseite hölzerne Veranda. | 09273076 |
| Direkt Bild zu diesem Denkmal hochladen | Wohnhaus (Umgebinde) | Am Wehr 7 (Karte)                                                              | 1. Hälfte 19. Jahrhundert | Obergeschoss Fachwerk, baugeschichtlich von Bedeutung. Rechts 3/3/3 Joche, Stube verschalt, Umgebinde-Konstruktion frei (Spannriegel/Knaggen), Oberstockfachwerk zweiriegelig/eckstrebig, hier Fenster mit Zierblendrahmen (rechter Giebel), an der Rückseite profilierte Saumschwelle (Kielbogenkerbschnitt) und verblattete Streben. | 09273077 |
| Direkt Bild zu diesem Denkmal hochladen | Wohnhaus (Umgebinde) | Am Wehr 8 (Karte)                                                              | Im Kern 18. Jahrhundert | Obergeschoss Fachwerk, baugeschichtlich von Bedeutung. Links 3/3/3 Joche, Stube und Umgebinde-Konstruktion verschalt (Spannriegel/Knaggen), Fachwerk-Oberstock zeigt traufseitig noch Streben (später zum Rasterfachwerk verändert), am linken Giebel zweiriegelig/strebenlos, Giebelverbretterung mit ausgesägten und bemalten Randbrettern, im Erdgeschoss bemalte Fenster-Zierblendrahmen. | 09273078 |
|                                         | Wohnhaus (Umgebinde) und Stützmauer | An der Lehne 3 (Karte)                                                         | Um 1800 | Obergeschoss Fachwerk, baugeschichtlich von Bedeutung. Rechts 2/3/3 Joche, Stube verschalt, Umgebinde-Konstruktion frei, Spannriegel/Knaggen, Fachwerk-Oberstock, wichtig für Ortsbild. | 09272988 |
| Direkt Bild zu diesem Denkmal hochladen | Wohnhaus (Umgebinde) | An der Lehne 5 (Karte)                                                         | 1. Hälfte 19. Jahrhundert | Obergeschoss Fachwerk, baugeschichtlich von Bedeutung. Links 3/3/2 Joche, Stube verschalt, Umgebinde-Konstruktion frei, Spannriegel/Knaggen, Fachwerk-Oberstock zweiriegelig/eckstrebig, Krüppelwalmdach, profilierter Stein-Türstock mit Füllungstür und Gitter (Ende 19. Jahrhundert). | 09272987 |
| Direkt Bild zu diesem Denkmal hochladen | Wohnstallhaus (Umgebinde) eines ehemaligen Dreiseithofes | An der Lehne 7 (Karte)                                                         | Bezeichnet mit 1842 | Obergeschoss Fachwerk, baugeschichtlich und sozialgeschichtlich von Bedeutung. Links drei Joche, Stube verschalt, Umgebinde-Konstruktion frei, Spannriegel/Knaggen, Fachwerk zweiriegelig/strebenlos, profilierter Türstock. | 09272986 |
|                                         | Wohnhaus (Umgebinde) | An der Pappel 1 (Karte)                                                        | Ende 18. Jahrhundert | Obergeschoss Fachwerk, baugeschichtlich von Bedeutung. Links 3/3/3 Joche, Stube und Umgebinde-Konstruktion unverschalt, Spannriegel/Knaggen, Obergeschoss und Giebel verschiefert. | 09272970 |
| Direkt Bild zu diesem Denkmal hochladen | Wohnhaus (Umgebinde) | An der Pappel 3 (Karte)                                                        | Ende 18. Jahrhundert | Obergeschoss Fachwerk, baugeschichtlich von Bedeutung. Rechts 3/3/3 Joche, Stube und Umgebinde-Konstruktion unverschalt, Spannriegel/Knaggen, Fachwerk-Oberstock einriegelig/strebenlos. | 09272971 |
| Weitere Bilder                          | Wohnhaus (Umgebinde) | Aueweg 1 (Karte)                                                               | Ende 18. Jahrhundert | Obergeschoss Fachwerk, baugeschichtlich von Bedeutung. Links 3/3/2 Joche, Stube verschalt, Umgebinde-Konstruktion frei, Spannriegel/Knaggen, Rückseite zeigt Blattkopfbänder, Fachwerk zweiriegelig/strebenlos, Giebel verbrettert (mit Zierleisten). | 09272973 |
|                                         | Wohnhaus (Umgebinde) | Aueweg 5 (Karte)                                                               | Mitte 18. Jahrhundert | Obergeschoss Fachwerk, baugeschichtlich und sozialgeschichtlich von Bedeutung. Rechts 3/4/- Joche, Stube verschalt, Umgebinde-Konstruktion frei, Spannriegel/Knaggen, Säulen abgefast, Fachwerk einriegelig/vollstrebig, Saumschwelle über ehemaligem Stallteil mit Kielbogenkerbschnitt, Giebel verschiefert. | 09272972 |
|                                         | Wohnhaus (Umgebinde) | Aueweg 8 (Karte)                                                               | 1. Hälfte 19. Jahrhundert | Obergeschoss Fachwerk, baugeschichtlich von Bedeutung. Rechts 3/3/2 Joche, Stube und Umgebinde-Konstruktion unverschalt, Spannriegel/Knaggen, Fachwerk zweiriegelig/strebenlos, Stube mit Hakenblattverkämmung, Fachwerk aufgedoppelt, profiliertes Traufbrett, hölzernes Vorhaus. | 09272969 |
|                                         | Wohnhaus (Umgebinde) | Aueweg 9 (Karte)                                                               | Um 1800 | Obergeschoss Fachwerk, baugeschichtlich von Bedeutung. Links 3/3/3 Joche, Stube und Umgebinde-Konstruktion unverschalt, Spannriegel/Knaggen, Oberstock verschalt (Bretter mit Stichen), dekorative Bogenleiste, links Stubenerweiterung mit Pultdach. | 09272968 |
|                                         | Wohnhaus (Umgebinde) | Aueweg 10 (Karte)                                                              | 18. Jahrhundert | Obergeschoss Fachwerk, baugeschichtlich von Bedeutung. Links 3/3 Joche, Stube und Umgebinde-Konstruktion unverschalt, Spannriegel/Knaggen, Fachwerkoberstock: Kielbogen-Kerbschnitt an der Saumschwelle, Fachwerk links verändert. | 09272967 |
| Direkt Bild zu diesem Denkmal hochladen | Wohnhaus (Umgebinde) | Aueweg 12 (Karte)                                                              | Im Kern Ende 18. Jahrhundert | Obergeschoss Fachwerk, baugeschichtlich von Bedeutung. Links 3/3 Joche, Stube und Umgebinde-Konstruktion unverschalt, Spannriegel/Knaggen, Oberstock verbrettert. | 09272966 |
| Direkt Bild zu diesem Denkmal hochladen | Wohnstallhaus (Obergeschoss Fachwerk) eines ehemaligen Dreiseithofes                                                                                        | Aueweg 13 (Karte)                                                              | Bezeichnet mit 1822 | Obergeschoss Fachwerk, baugeschichtlich und sozialgeschichtlich von Bedeutung. Stube wohl massiv versetzt, Fachwerkoberstock zweiriegelig/vollstrebig, profilierter Granittürstock, Schornsteinkopf mit sogenannter Zopfumrahmung (profilierte Sandsteinplatten), Zahnschnittornament, Monogramm, Jahreszahl, Satteldach an der Westseite als Mansard-Giebeldach ausgebildet. | 09272964 |
| Direkt Bild zu diesem Denkmal hochladen | Wohnstallhaus (Umgebinde) und Scheune | Aueweg 14 (Karte)                                                              | Bezeichnet mit 1839 (Keilstein) | Beide Gebäude Obergeschoss Fachwerk, baugeschichtlich und wirtschaftsgeschichtlich von Bedeutung. Links 4/4/2 Joche, Umgebinde-Anbau mit eigenem Walmdach zu 2/2 Jochen, Stuben und Umgebinde-Konstruktion verschalt (Spannriegel/Knaggen), Oberstockfachwerk zweiriegelig/strebenlos, Krüppelwalmdach mit fünf Fledermausgaupen, prächtiger Sandsteintürstock mit Rosetten, Kannelüren und Keilstein (bezeichnet mit 1839), zweiflügelige Füllungstür mit Zahnschnittornament und Sonnenmotiven, Schornstein mit Zopfumrahmung, linkes Giebeldreieck mit Zierleisten, Fachwerk-Seitenflügel, dazu Scheune (Ständerbau) mit Dachhecht, gesamte Anlage wichtig für Ortsbild/Sichtbeziehung. | 09272965 |
| Direkt Bild zu diesem Denkmal hochladen | Wohnstallhaus (Umgebinde) | Gebirgsblick 1 (Karte)                                                         | Bezeichnet mit 1829 | Obergeschoss Fachwerk, baugeschichtlich und sozialgeschichtlich von Bedeutung. Rechts 3/3/3 Joche, Stube und Umgebinde-Konstruktion verschalt (Spannriegel/Knaggen), Fachwerk-Oberstock zweiriegelig/engständrig/strebenlos, profilierte Deckenbalkenköpfe, profilierter Sandsteintürstock mit Keilstein, Monogramm und Jahreszahl (1829), gut angepasste zweiflügelige Haustür, Hausflurfenster: Sandstein-Fenstergewände, Giebel verbrettert. | 09273087 |
|                                         | Einbogenbrücke über die Bertse | Großschönauer Straße (Ecke Hauptstraße, vor dem Gasthaus „Zum Hirsch“) (Karte) | 19. Jahrhundert | Baugeschichtlich von Bedeutung, 2001 saniert, bis 2010 irrtümlich unter Hirschgasse in der Denkmalliste | 09273012 |
| Direkt Bild zu diesem Denkmal hochladen | Wohnstallhaus (Umgebinde) | Großschönauer Straße 1 (Karte)                                                 | Um 1800 | Obergeschoss Fachwerk, baugeschichtlich und sozialgeschichtlich von Bedeutung. Links 3/2 Joche, Stube und Umgebinde-Konstruktion verschalt (Rähm/Kopfband-Konstruktion, Spannriegel fehlen), Fachwerk-Oberstock zweiriegelig/strebenlos (aufgedoppelt), rechte massive Hälfte des Hauses modernisiert, Windfang (massiv). | 09273023 |
|                                         | Wohnhaus (Umgebinde) | Hauptstraße 1 (Karte)                                                          | Um 1800 | Obergeschoss Fachwerk, baugeschichtlich von Bedeutung. Links 3/3/- Joche, Stube verschalt, Umgebinde-Konstruktion frei (Spannriegel/Knaggen), Oberstockfachwerk zweiriegelig/strebenlos, Fenster mit Zierblendrahmen, wichtig für Ortsbild | 09273159 |
| Direkt Bild zu diesem Denkmal hochladen | Wohnhaus (Umgebinde) | Hauptstraße 2 (Karte)                                                          | Um 1800 | Obergeschoss Fachwerk, baugeschichtlich von Bedeutung. Rechts 3/3/2 Joche, Stube verschalt, Umgebinde-Konstruktion frei (Spannriegel/Knaggen), Fachwerk-Oberstock zweiriegelig/eckstrebig, rechter Giebel verschlagen, massiver Seitenflügel. | 09273158 |
| Direkt Bild zu diesem Denkmal hochladen | Wohnhaus (Umgebinde) | Hauptstraße 3 (Karte)                                                          | Um 1800 | Obergeschoss Fachwerk, baugeschichtlich von Bedeutung. Rechts 3/3/- Joche, Stube und Umgebinde-Konstruktion verschalt (Spannriegel/Knaggen), Fachwerk-Oberstock zweiriegelig/strebenlos. | 09273157 |
| Direkt Bild zu diesem Denkmal hochladen | Wohnhaus (ehemals Umgebindehaus?) | Hauptstraße 5 (Karte)                                                          | Bezeichnet mit 1802 (Keilstein) | Obergeschoss Fachwerk, baugeschichtlich von Bedeutung. Erdgeschoss massiv (vermutlich ehemals Umgebinde), Fachwerk-Oberstock zweiriegelig/vollstrebig, zum Teil engständrig, profilierter Sandsteintürstock, im Korbbogen Hausspruch, im Keilstein mit Initialen und Jahreszahl (bezeichnet mit 1802), Fachwerk-Abseite, am Massivteil schmiedeeisernes Fenstergitter. | 09273160 |
| Direkt Bild zu diesem Denkmal hochladen | Wohnstallhaus (Umgebinde) und Seitengebäude (mit Oberlaube)                                                                                                 | Hauptstraße 6 (Karte)                                                          | Im Kern 18. Jahrhundert, später erneuert | Ortsbildbestimmend, baugeschichtlich und wirtschaftsgeschichtlich von Bedeutung. Links 3/5 Joche, Stube verschalt, Umgebinde-Konstruktion frei (Spannriegel/Knaggen, zum Teil erneuert), Fachwerk zweiriegelig/eckstrebig, linker Giebel verbrettert, Giebeldreieck mit Preolitschindeln verschlagen, profilierter Sandsteintürstock (um 1870), Sandsteinfenstergewände am Stallteil, im Inneren preußische Kappen, Wirtschaftsgebäude mit Oberlaube wohl 18. Jahrhundert, im Kern 18. Jahrhundert, nach Brand teilweise erneuert. | 09273161 |
|                                         | Wohnhaus (Umgebinde) | Hauptstraße 7 (Karte)                                                          | 1830 (Erbauung); bezeichnet mit 1860 (Umbau)                                                                                                | Obergeschoss Fachwerk, baugeschichtlich von Bedeutung. Links 3/3 Joche, Stube und Umgebinde-Konstruktion verschalt (Spannriegel/Knaggen), Fachwerk-Oberstock verbrettert (Zierbrett unter der Traufe, gerundete und perforierte Brettenden), linker Giebel ornamental verschiefert, schmaler Dachhecht, profilierter Granittürstock mit Monogramm und Jahreszahl im Keilstein (bezeichnet mit 1860). | 09273156 |
|                                         | Wohnhaus (Umgebinde) und Schuppen | Hauptstraße 8 (Karte)                                                          | Um 1800 | Wohnhaus Obergeschoss Fachwerk, Schuppen Fachwerk, baugeschichtlich von Bedeutung. Wohnhaus: rechts 4/4/3 Joche, Stube verschalt, Umgebinde-Konstruktion frei (Spannriegel/Knaggen), Fachwerk-Oberstock zweiriegelig/eckstrebig, linker Giebel verbrettert, rechter mit Preolitschindeln verschlagen, profilierter Sandstein-Türstock mit Monogramm im Keilstein, am Massivteil rechts vergitterte Fenster mit Sandsteingewänden, Fachwerk-Schuppen (ehemalige Werkstatt?) im Hof mit quadratischen, randständigen Fenstern (Ende 18. Jahrhundert?) und aufgedoppelter Tür. | 09273155 |
|                                         | Wohnhaus (Umgebinde) | Hauptstraße 9 (Karte)                                                          | Um 1800 | Obergeschoss Fachwerk, baugeschichtlich von Bedeutung. Links 3/3/- Joche, Stube und Umgebinde-Konstruktion verschalt (Spannriegel/Knaggen), Fachwerk-Oberstock zweiriegelig/strebenlos, am rechten Giebel eckstrebig, Füllungstür um 1900. | 09273154 |
|                                         | Wohnstallhaus (Umgebinde) und zwei Seitengebäude mit Oberlaube eines Vierseithofes                                                                          | Hauptstraße 11 (Karte)                                                         | Bezeichnet mit 1754 (Wohnstallhaus); Mitte 18. Jahrhundert, Umbau bezeichnet mit 1884 (Seitengebäude)                                       | Wohnstallhaus Obergeschoss Fachwerk, baugeschichtlich und wirtschaftsgeschichtlich von Bedeutung. Wohnstallhaus: links 3/3 Joche, Stube und Umgebinde-Konstruktion verschalt (Spannriegel/Knaggen), Oberstockfachwerk zweiriegelig/vollstrebig, linker Giebel verbrettert, über Türzone und Stall Deckenbalkenköpfe (Balkenschluss), Saumschwelle mit Kielbogen-Kerbschnitt-Profilen, profilierter Sandstein-Türstock (bezeichnet Gottfried Renger, 1754), im Keilstein christlicher Spruch, schlichte zweiflügelige Füllungstür, Sandstein-Eckquaderung an der linken Ecke (Gewölbe), Sandstein-Quaderung auch an der Türzone, Fenster mit Sandsteingewänden, vorkragendes hohes Satteldach (doppelter Bodenraum), zwei Wirtschaftsgebäude (mit Oberlaube): besonders reizvoll das rechte mit Balustersäulchen, einfache Brettertüren mit schmiedeeisernen Bändern, kleine Schiebefenster mit Bleiglasfassung, das parallel zum Wohnstallhaus stehende Wirtschaftsgebäude mit Wetterfahne (bezeichnet mit 1884) und Krüppelwalmdach, zweiriegeliges Fachwerk, ausgesägte Randbretter, zum Hofeingang Linde, der große, am Talhang über der Straße liegende burgartige Hof wirkt stark ortsbildbestimmend. | 09273153 |
| Direkt Bild zu diesem Denkmal hochladen | Wohnhaus (ehemals Kreuzstreben-Umgebinde?) | Hauptstraße 14 (Karte)                                                         | Im Kern 1. Hälfte 18. Jahrhundert | Wohnstallhaus Obergeschoss Fachwerk, baugeschichtlich und sozialgeschichtlich von Bedeutung. Vermutlich ehemaliges Kreuzstreben-Umgebinde, Erdgeschoss jetzt massiv, Fachwerkkonstruktion an der Traufe vorn erhalten: einriegeliges Kreuzstrebengefüge mit geschosshohen Streben (rechts) und einfachen Eckverstrebungen (links), mittel- und randständige Fenster mit eigenen Fensterstielen, Fachwerk durchweg aufgedoppelt, links Giebelverbretterung mit ausgesägten Randbrettern, rechts Giebelverbretterung mit Zierleisten, zwei Fledermausgaupen, an der rechten Giebelseite Fenstergewände mit Keilsteinen. | 09273146 |
| Direkt Bild zu diesem Denkmal hochladen | Wohnhaus (Umgebinde) | Hauptstraße 18 (Karte)                                                         | Frühes 19. Jahrhundert | Obergeschoss Fachwerk, baugeschichtlich von Bedeutung. Rechts 3/3/- Joche, Stube und Umgebinde-Konstruktion verschalt (Spannriegel/Knaggen), Fachwerk zweiriegelig/strebenlos (aufgedoppelt). | 09273145 |
| Weitere Bilder                          | Wohnhaus (Umgebinde) | Hauptstraße 19 (Karte)                                                         | Im Kern um 1800 | Obergeschoss Fachwerk, baugeschichtlich von Bedeutung. Links 3/3/2 Joche, Stube und Umgebinde-Konstruktion verschalt (Spannriegel/Knaggen), Fachwerk-Oberstock zweiriegelig/eckstrebig, am linken Giebel verbrettert, rechter Giebel massiv, massiver Seitenflügel, Dachhecht außermittig, profilierter Sandsteintürstock mit Segmentbogen und Keilstein (bezeichnet mit 1894), Hausflurfensterschlitze ebenfalls mit Flachbogenabschluss. | 09273144 |
| Weitere Bilder                          | Wohnhaus (Umgebinde) | Hauptstraße 21 (Karte)                                                         | Nach 1850, im Kern älter | Obergeschoss Fachwerk, baugeschichtlich von Bedeutung. Rechts 3/3/(?) Joche, Stube verschalt (gekerbte Brettlagen), Umgebinde-Konstruktion frei (Spannriegel/Knaggen), Fachwerk-Oberstock zweiriegelig/eckstrebig, ornamentierte Füllungstür mit Oberlicht um 1900. | 09273143 |
|                                         | Wohnhaus (Umgebinde) | Hauptstraße 24 (Karte)                                                         | Im Kern um 1800 | Obergeschoss Fachwerk, baugeschichtlich von Bedeutung. Links 2/3/2 Joche, Stube verschalt, Umgebinde-Konstruktion teilweise verschalt (Spannriegel/Knaggen), Oberstock ornamental verschiefert, Holztürstock, Füllungstür (Mitte 19. Jahrhundert). | 09273142 |
| Weitere Bilder                          | Wohnhaus (Umgebinde) | Hauptstraße 26 (Karte)                                                         | Im Kern um 1800 | Obergeschoss Fachwerk, baugeschichtlich von Bedeutung. Rechts 2/2 Joche, Stube und Umgebinde-Konstruktion unverschalt (Spannriegel/Knaggen), Fachwerk-Oberstock zweiriegelig, an der Traufseite vollstrebig, am rechten Giebel nur eckstrebig, linke Hälfte des Hauses massiv, gut angeglichen. | 09273140 |
|                                         | Wohnhaus (Umgebinde) | Hauptstraße 27 (Karte)                                                         | 1. Hälfte 19. Jahrhundert | Obergeschoss Fachwerk, baugeschichtlich von Bedeutung. Links 3/3/2 Joche, Stube verschalt, Umgebinde-Konstruktion teilweise verbrettert (Spannriegel/Knaggen), Fachwerk-Oberstock zweiriegelig/eckstrebig/engständrig, linker Giebel ornamentiert verschiefert. | 09273139 |
| Weitere Bilder                          | Wohnhaus (Umgebinde) | Hauptstraße 30 (Karte)                                                         | Noch 18. Jahrhundert | Eingeschossig mit Drempel, baugeschichtlich und sozialgeschichtlich von Bedeutung. Vermutlich ursprünglich Drempelbau, später verändert, rechts 3/3/2 Joche, Stube an Traufseite und rechtem Giebel verschalt, Rückseite frei, Spannriegel/Knaggen, Fenster im Drempel/Kniestock mit eigenen Fensterstielen, rechter Giebel verbrettert, mit Zierleiste, Holztürstock, Füllungstür um 1900. | 09273133 |
| Weitere Bilder                          | Wohnhaus (Umgebinde) | Hauptstraße 33 (Karte)                                                         | Um 1800 | Obergeschoss Fachwerk, baugeschichtlich von Bedeutung. Links 3/3/2 Joche, Stube verschalt, Umgebinde-Konstruktion teilweise verbrettert (Spannriegel/Knaggen), Fachwerk-Oberstock einriegelig/eckstrebig, am linken Giebel Schieferbildwand (Sonnenmotiv/Diagonalreihen/Tupfen), Dachhecht, reizvoll ornamentierte Haustür mit Oberlicht (um 1900). | 09273134 |
| Weitere Bilder                          | Wohnstallhaus (Umgebinde), Seitengebäude mit Oberlaube und Scheune eines Vierseithofes                                                                      | Hauptstraße 34 (Karte)                                                         | Im Kern 18. Jahrhundert (Wohnstallhaus); 18. Jahrhundert (Seitengebäude)                                                                    | Wohnstallhaus und Seitengebäude im Obergeschoss Fachwerk, baugeschichtlich und wirtschaftsgeschichtlich von Bedeutung. Wohnstallhaus: im Kern eventuell noch 18. Jahrhundert, links 3/5/- Joche, Stube und Umgebinde-Konstruktion verschalt, Fachwerk-Oberstock verändert (einriegelig, aufgedoppelt, falscher Bund (?), auffällig hochrechteckige Fenster), weit vorgezogenes Dach, Dachhecht, Giebel ornamental verschiefert (kleine Sonne, „Zöpfe“). Wirtschaftsgebäude mit hofseitiger Oberlaube (Balustersäulen): auf Rückseite engständriges, zweiriegeliges Fachwerk (zum Teil vollstrebig), rechts Lehmfachwerk, links Ziegelfachwerk, teilweise Schiebefenster und Bleiverglasung erhalten, im Erdgeschoss unverputztes Natursteinmauerwerk mit Sandsteineckquaderung, rechter Giebel verbrettert, Krüppelwalm, Sandsteinfenstergewände. Wirtschaftsgebäude (Stall/Scheune): mit Segmentbogentüren, bezeichnet mit 1908, teils Naturstein, verputzt/teils Ziegelmauerwerk, am Dachgesims Ziegelzierfries, ortsbildbestimmende Hofanlage an der Einmündung eines Feldgewässers in den Dorfbach. | 09273135 |
|                                         | Wohnhaus (Umgebinde) | Hauptstraße 35 (Karte)                                                         | 1. Hälfte 19. Jahrhundert | Obergeschoss Fachwerk, baugeschichtlich von Bedeutung. Rechts 3/3/2 Joche, Stube verschalt, Umgebinde-Konstruktion teilweise frei (Spannriegel/Knaggen), Fachwerk einriegelig/eckstrebig, rechter Giebel mit Kunststoffmaterial verkleidet, Rückseite verbrettert, hölzernes Vorhäuschen. | 09273132 |
| Direkt Bild zu diesem Denkmal hochladen | Wohnhaus (Umgebinde) | Hauptstraße 36 (Karte)                                                         | Bezeichnet mit 1828 (Keilstein) | Obergeschoss Fachwerk, baugeschichtlich von Bedeutung. Links 3/3/2 Joche, Stuben verschalt (gekerbte Brettlagen), Umgebinde-Konstruktion frei (Spannriegel/Knaggen), Fachwerk-Oberstock einriegelig/strebenlos (aufgedoppelt, falscher Bund?), linker Giebel verschlagen (Asbest-Platten), im Giebeldreieck Schieferornamente (Rauten), profilierter hölzerner Türstock, im angedeuteten Keilstein Monogramm und Jahreszahl 1828, Füllungstür aus der Erbauungszeit mit geschnitzter Schlagleiste, Rauten- und Sonnenmotiven, massiver Seitenflügel zur Straße (2. Hälfte 19. Jahrhundert). | 09273131 |
| Weitere Bilder                          | Gasthof „Zum Strauß“ | Hauptstraße 37 (Karte)                                                         | Mitte 19. Jahrhundert, im Kern eventuell älter                                                                                              | Baugeschichtlich und ortsgeschichtlich von Bedeutung. Imposanter zweigeschossiger Massivbau (Mischbau: Natursteinmauerwerk, Ziegel, Eckquaderungen, verputzt) mit Kniestock, Mittelteil leicht zurückgesetzt, hier hohe Saalfenster (mit ursprünglicher Sprossenteilung), darüber aufwendiger Konsolenfries (unterm Dachgesims), Türstock profiliert, ornamentierte Füllungstür, linker Nebeneingang: Granitportal, sämtliche Fenster und Türen einheitlich mit Segmentbogenabschluss, im Erdgeschoss Verkaufsräume, mächtiges Walmdach. | 09273130 |
| Weitere Bilder                          | Wohnhaus (Umgebinde) | Hauptstraße 41 (Karte)                                                         | Mitte 18. Jahrhundert, später überformt | Eingeschossig mit Drempel, baugeschichtlich und sozialgeschichtlich von Bedeutung. Drempelgeschossbau (in Resten erhalten), durchgehende Ständer an der linken Ecke und rechts neben Tür, Fachwerk des Drempels mit Eckstreben, hier originale kleine quadratische Fenster mit eigenen Fensterstielen quadratische Fenster mit eigenen Fensterstielen erhalten, Stube verschalt, Umgebinde-Konstruktion frei, Spannriegel/Knaggen, rechts 3/5 Joche (inklusive Erkeranbau), Vorderseite des Dachs zeigt noch altdeutsche Schieferdeckung. | 09273129 |
|                                         | Wohnhaus (Umgebinde) | Hauptstraße 42 (Karte)                                                         | Um 1800 | Obergeschoss Fachwerk, baugeschichtlich von Bedeutung. Links 3/3/2 Joche, Stube verschalt, Umgebinde-Konstruktion frei, an Traufseite vorn und am linken Giebel Spannriegel/Knaggen, Rückseite zeigt noch Blattkopfbänder,teilweise Säulen mit Kerbmustern, Fachwerk-Oberstock zweiriegelig/vollstrebig, Rückseite nur einriegelig, Haustür verlegt. | 09273128 |
|                                         | Wohnhaus (Umgebinde) | Hauptstraße 43 (Karte)                                                         | Im Kern Ende 18. Jahrhundert | Obergeschoss Fachwerk, baugeschichtlich von Bedeutung. Links 3/3/3 Joche, Stube und Umgebinde-Konstruktion frei (Spannriegel/Knaggen), Fachwerk-Oberstock zweiriegelig/eckstrebig, am rechten Giebel Verbretterung mit spitz auslaufenden Enden, Türstock: schmaler, schlanker Sandsteinschaft mit breiten Kanneluren, „Kapitell“, hölzerner Korbbogen, Füllungstür aus der Erbauungszeit mit Sonnenmotiven, vergitterte Hausflurfenster. | 09273127 |
| Weitere Bilder                          | Wohnhaus (Umgebinde) | Hauptstraße 44 (Karte)                                                         | 1. Hälfte 19. Jahrhundert, später verändert                                                                                                 | Obergeschoss Fachwerk, baugeschichtlich von Bedeutung. Doppelstubenhaus, links 3/3/(3) Joche, Stube und Umgebinde-Konstruktion verschalt (Spannriegel/Knaggen), Fachwerk-Oberstock zweiriegelig/strebenlos, linker Giebel verbrettert, Haustür modernisiert. | 09273116 |
|                                         | Wohnhaus (Umgebinde) | Hauptstraße 45 (Karte)                                                         | 1. Hälfte 19. Jahrhundert, später verändert                                                                                                 | Obergeschoss Fachwerk, baugeschichtlich von Bedeutung. Rechts 3/3/(2) Joche, Stube und Umgebinde-Konstruktion verschalt (Spannriegel/Knaggen), Fachwerk-Oberstock zweiriegelig/strebenlos, rechter Giebel verbrettert (mit dekorativer Bogenleiste), Giebeldreieck ornamental verschiefert, auf Mauerwerk (Substruktion) errichtet, wichtig für Ortsbild. | 09273115 |
| Direkt Bild zu diesem Denkmal hochladen | Wohnhaus (Umgebinde) | Hauptstraße 46 (Karte)                                                         | Frühes 19. Jahrhundert, später verändert | Obergeschoss Fachwerk, baugeschichtlich von Bedeutung. Rechts 3/3/- Anbau, Stube verschalt (gekerbte Brettlagen), Umgebinde-Konstruktion frei (Spannriegel/Knaggen), Fachwerk-Oberstock zweiriegelig/strebenlos, Satteldach mit Überstand, rechter Giebel ornamentiert verschiefert, am Massivteil links leicht profilierte Fenstergewände, desgl. Tür (um 1870). | 09273114 |
| Direkt Bild zu diesem Denkmal hochladen | Türstock des Wohnstallhauses und Seitengebäude eines Vierseithofes                                                                                          | Hauptstraße 54 (Karte)                                                         | Nach 1800 und bezeichnet mit 1873 (Seitengebäude); nach 1800 (Portal)                                                                       | Seitengebäude mit dreibogiger Kumthalle, handwerklich-künstlerisch und baugeschichtlich von Bedeutung. Reich profilierter Granittürstock (nach 1800) des Wohnstallhauses (Kanneluren, Sternornamente, Keilstein, imposanter Korbbogen), dazu zweiflügelige Füllungstür mit vergitterten Fenstern (Jugendstil-Ornamentik). | 09273109 |
| Direkt Bild zu diesem Denkmal hochladen | Wohnhaus (Obergeschoss Fachwerk) | Hauptstraße 56 (Karte)                                                         | Mitte 18. Jahrhundert | Obergeschoss Fachwerk, vermutlich ehemalige Faktorei, baugeschichtlich und ortsgeschichtlich von Bedeutung. Vermutlich ehemalige Faktorei (Garnhändler), Erdgeschoss massiv (rechts vermutlich ehemals Blockstube mit Umgebinde, später versetzt, zwischen den Fenstern jeweils aufwendige Putzquaderstreifen), Fenster mit Bedachungen, links am Wirtschaftsteil echte Sandstein-Eckquaderungen, schmiedeeiserne Fenstergitter, Sandstein-Fenstergewände, Oberstock-Fachwerk zweiriegelig/bund- und eckstrebig, Krüppelwalmdach, imposanter Dachhecht (die Holzteile mit Resten ornamentierter Verschieferung), zweiflügelige Füllungstür, profilierter Sandstein-Türstock (Rokoko), Keilstein mit verschlungenem Monogramm und Kronen-Ornament, Schiefergiebel, im Hausflur Ansätze zu böhmischen Kappen, wichtig für Ortsbild und Sichtbeziehung. | 09273106 |
| Direkt Bild zu diesem Denkmal hochladen | Einbogenbrücke über die Bertse | Hauptstraße 56 (vor) (Karte)                                                   | 19. Jahrhundert | Sandstein, baugeschichtlich von Bedeutung, 1997 saniert | 09273107 |
| Direkt Bild zu diesem Denkmal hochladen | Wohnhaus (Umgebinde) | Hauptstraße 57 (Karte)                                                         | Im Kern um 1800 | Obergeschoss Fachwerk, baugeschichtlich von Bedeutung. Links 3/3/(2) Joche, Stube und Umgebinde-Konstruktion verschalt (Spannriegel/Knaggen), Fachwerk-Oberstock zweiriegelig/strebenlos (aufgedoppelt), aufwendige Füllungstür mit vergittertem Oberlicht um 1900. | 09273103 |
| Direkt Bild zu diesem Denkmal hochladen | Wohnhaus (Umgebinde) | Hauptstraße 58 (Karte)                                                         | Mitte 19. Jahrhundert, im Kern eventuell älter                                                                                              | Obergeschoss Fachwerk, baugeschichtlich von Bedeutung. Links 3/3/1 sowie an der Abseite vier Joche, Stuben und Umgebinde-Konstruktion verschalt (Spannriegel/Knaggen), Fachwerk-Oberstock traufseitig zweiriegelig/strebenlos (aufgedoppelt), giebelseitig zweiriegelig/eckstrebig, Holztürstock, Füllungstür mit Rhomben- und Sonnenmotiv, an der Abseite Fenster mit Zierblendrahmen (Zahnschnittornament), an der Rückseite erhielt sich ein Schiebefenster. | 09273102 |
| Direkt Bild zu diesem Denkmal hochladen | Wohnhaus (Umgebinde) | Hauptstraße 59 (Karte)                                                         | Bezeichnet mit 1733, später verändert | Obergeschoss Fachwerk, baugeschichtlich von Bedeutung. Links 3/3/- Joche, Stube und Umgebinde-Konstruktion verschalt (Spannriegel/Knaggen), Fachwerk-Oberstock zweiriegelig/strebenlos, linker Giebel verbrettert, schlichter Türstock (Granit?) mit Keilstein, Monogramm und Jahreszahl (1733). | 09273101 |
| Direkt Bild zu diesem Denkmal hochladen | Wohnhaus (Umgebinde) | Hauptstraße 60 (Karte)                                                         | Um 1800 | Obergeschoss Fachwerk, baugeschichtlich von Bedeutung. Links 3/3/- Joche, Stube verkleidet, Umgebinde-Konstruktion frei (Spannriegel/Knaggen), Fachwerk zweiriegelig/eckstrebig, aufwendige Füllungstür um 1900, massiver Anbau. | 09273100 |
| Direkt Bild zu diesem Denkmal hochladen | Wohnhaus (Umgebinde) | Hauptstraße 62 (Karte)                                                         | Frühes 19. Jahrhundert | Obergeschoss Fachwerk, baugeschichtlich von Bedeutung. Rechts 2/3/1 Joche, Stube verschalt, Umgebinde-Konstruktion frei (Spannriegel/Knaggen), Fachwerk-Oberstock zweiriegelig/strebenlos, vorkragendes Satteldach, rechter Giebel mit ausgesägten Randbrettern. | 09273098 |
| Direkt Bild zu diesem Denkmal hochladen | Wohnstallhaus (Umgebinde) eines Dreiseithofes | Hauptstraße 63 (Karte)                                                         | Bezeichnet mit 1845 (Keilstein) | Obergeschoss Fachwerk, baugeschichtlich von Bedeutung. Links 3/2 Joche, Stube und Umgebinde-Konstruktion verschalt (Spannriegel/Knaggen), Fachwerk-Oberstock zweiriegelig/strebenlos (aufgedoppelt), vorkragendes Dach, linker Giebel verbrettert, Granittürstock mit Keilstein (bezeichnet 1845). | 09273099 |
| Weitere Bilder                          | Mühlengebäude | Hauptstraße 64 (Karte)                                                         | Bezeichnet mit 1809 (Keilstein), im Kern wohl älter                                                                                         | Heute Wohnhaus mit späterem Ladeneinbau, baugeschichtlich und ortsgeschichtlich von Bedeutung. Massivbau (Natursteinmauerwerk) mit Gesimsen und Fensterfaschen, mehrere Sandsteintürstocke und Fenstergewände, profiliertes Hauptportal mit wuchtigem Korbbogen, florale Ornamente, Keilstein mit Monogramm und Jahreszahl (1809), Inschrifttafel (Brand und Wiederaufbau 1871 betreffend), Putzquaderungen, links hängende Ecke, Walmdach, Dachhecht, wichtig für Ortsbild und Sichtbeziehung. | 09273097 |
| Direkt Bild zu diesem Denkmal hochladen | Wohnhaus (Umgebinde) | Hauptstraße 65 (Karte)                                                         | Um 1850 | Doppelstubenhaus, Obergeschoss Fachwerk, baugeschichtlich von Bedeutung. Links 2/2, rechts 3/3/1 Joche, Stuben und Umgebinde-Konstruktion verschalt (Spannriegel/Knaggen), Oberstock traufseitig und am linken Giebel verschalt (Zierbretter und -leisten), rechts ornamentierte Schieferverkleidung, kurzer Dachhecht. | 09273096 |
| Direkt Bild zu diesem Denkmal hochladen | Wohnhaus (Umgebinde) | Hauptstraße 66 (Karte)                                                         | Mitte 19. Jahrhundert | Obergeschoss Fachwerk, baugeschichtlich von Bedeutung. Rechts 3/3/3 Joche, Stube verschalt, Umgebinde-Konstruktion überwiegend frei (Spannriegel/Knaggen), Oberstock-Fachwerk einriegelig/strebenlos, Giebel verbrettert, Füllungstür um 1900, massiver Seitenflügel. | 09273095 |
| Direkt Bild zu diesem Denkmal hochladen | Wohnhaus (Umgebinde) | Hauptstraße 68 (Karte)                                                         | 1. Hälfte 19. Jahrhundert | Obergeschoss Fachwerk, baugeschichtlich von Bedeutung. Rechts 3/3/- Joche, Stube verschalt (gekerbte Brettlagen), Umgebinde-Konstruktion frei (Spannriegel/Knaggen), Fachwerk-Oberstock zweiriegelig/eckstrebig, rechter Giebel ornamental verschiefert, linker Giebel verbrettert (Zierbrettwerk). | 09273093 |
| Direkt Bild zu diesem Denkmal hochladen | Wohnhaus (Obergeschoss Fachwerk) | Hauptstraße 71 (Karte)                                                         | Mitte 19. Jahrhundert | Obergeschoss Fachwerk, baugeschichtlich von Bedeutung. Erdgeschoss massiv, Oberstockfachwerk zweiriegelig/eckstrebig, am linken Giebel Schieferbildwand, Dachhecht, leicht profilierter Sandsteintürstock (Segmentbogenabschluss) mit hölzerner Bekrönung (um 1870). | 09273092 |
| Direkt Bild zu diesem Denkmal hochladen | Wohnhaus (Umgebinde) | Hauptstraße 75 (Karte)                                                         | 1. Hälfte 19. Jahrhundert | Obergeschoss Fachwerk, baugeschichtlich von Bedeutung. Rechts 3/3/2 Joche, Stube und Umgebinde-Konstruktion verschalt (Spannriegel/Knaggen), Oberstockfachwerk verbrettert (Zierbretter mit aufwendigen Profilen), linke Seite massiv, moderner Erkeranbau. | 09273090 |
|                                         | Wohnhaus (Umgebinde) | Hauptstraße 77 (Karte)                                                         | Um 1800 | Obergeschoss Fachwerk, baugeschichtlich von Bedeutung. rechts 3/3/2 Joche, Stube und Umgebinde-Konstruktion verschalt (Spannriegel/Knaggen), Fachwerk-Oberstock zweiriegelig/eckstrebig, rechter Giebel verbrettert, Stubenzone zeigt Fenster mit Zierblendrahmen, linker Giebel modernisiert, massiver Seitenflügel. | 09273089 |
|                                         | Wohnhaus (Umgebinde) | Hauptstraße 79 (Karte)                                                         | Mitte 18. Jahrhundert | Obergeschoss Fachwerk mit Oberlaube, baugeschichtlich und hausgeschichtlich von Bedeutung. Rechts 3/3/- Joche, Stube verschalt, Umgebinde-Konstruktion frei (Spannriegel/Knaggen), Fachwerk-Oberstock zweiriegelig/eckstrebig, links noch Reste eines Kreuzstrebengefüges, rechter Giebel verbrettert, weit vorkragendes Dach, Oberlaube mit Balustersäulchen, Verbretterung über Balkenköpfe herabgezogen, Giebel verschiefert, Haustür und Holztürstock um 1900, reizvolles hölzernes Hausnummernschild in Form einer Kartusche. | 09273084 |
|                                         | Wohnhaus (Umgebinde) | Hauptstraße 80 (Karte)                                                         | Ende 18. Jahrhundert | Obergeschoss Fachwerk, baugeschichtlich und sozialgeschichtlich von Bedeutung. Links 3/3/2 Joche, Stube und Umgebinde-Konstruktion unverschalt (Spannriegel/Knaggen, an der Rückseite noch Blattkopfbänder), Eckverkämmung sichtbar, Fachwerk-Oberstock zweiriegelig/eckstrebig, linker Giebel verschiefert. | 09273085 |
| Direkt Bild zu diesem Denkmal hochladen | Wohnhaus (Umgebinde) | Hauptstraße 83 (Karte)                                                         | Mitte 19. Jahrhundert, später verändert | Obergeschoss Fachwerk, baugeschichtlich von Bedeutung. Rechts 3/2 Joche, Stube verschalt, Umgebinde-Konstruktion unverschalt (Spannriegel/Knaggen), Fachwerk-Oberstock einriegelig/eckstrebig, jüngerer Massivanbau mit Zwerchgiebel (ornamental verschiefert). | 09273083 |
| Direkt Bild zu diesem Denkmal hochladen | Wohnhaus (Umgebinde) | Hauptstraße 87 (Karte)                                                         | Im Kern nach 1700 | Obergeschoss Fachwerk, baugeschichtlich, hausgeschichtlich und sozialgeschichtlich von Bedeutung. Links 3/3/3 Joche, ehemaliges Kreuzstreben-Umgebinde teilweise verändert, einziges erhaltenes Gefüge dieser Art im Ort: Stube und Umgebinde-Konstruktion frei, Zwischensäulen zum Teil massiv erneuert (Rückseite), Blattkopfbänder und Geschoßriegel profiliert (Kielbogenkerbschnitt), Fachwerk einriegelig, geschosshohe verblattete Streben, Fenster mittel- und randständig, massiver Seitenflügel. | 09273074 |
| Direkt Bild zu diesem Denkmal hochladen | Wohnhaus (Umgebinde) | Hauptstraße 90 (Karte)                                                         | 1. Hälfte 19. Jahrhundert | Obergeschoss Fachwerk, baugeschichtlich von Bedeutung. Links 3/3/2 Joche, Stube verschalt, Umgebinde-Konstruktion frei (Spannriegel/Knaggen), Fachwerk-Oberstock zweiriegelig/eckstrebig, massiver Seitenflügel. | 09273072 |
|                                         | Wohnhaus (wohl ehemals Umgebinde) | Hauptstraße 91 (Karte)                                                         | Um 1800, später verändert | Obergeschoss Fachwerk, baugeschichtlich von Bedeutung. Erdgeschoss massiv, Oberstockfachwerk zweiriegelig/vollstrebig, rechter Giebel massiv, linker Giebel ornamental verschiefert. | 09273070 |
| Weitere Bilder                          | Wohnhaus (Umgebinde) | Hauptstraße 92 (Karte)                                                         | Frühes 19. Jahrhundert, später verändert | Obergeschoss Fachwerk, baugeschichtlich von Bedeutung. Rechts 3/3/2 Joche, Stube verschalt, Umgebinde-Konstruktion frei (Spannriegel/Knaggen), Oberstockfachwerk zweiriegelig/strebenlos, mit Ziegeln ausgesetzt, eventuell später aufgestockt. | 09273071 |
| Weitere Bilder                          | Wohnhaus (Umgebinde) | Hauptstraße 95 (Karte)                                                         | Um 1800 | Obergeschoss Fachwerk, baugeschichtlich und sozialgeschichtlich von Bedeutung. Rechts 3/3/(2) Joche, Stube und Umgebinde-Konstruktion verschalt, gekerbte Brettlagen (Spannriegel/Knaggen), Oberstock verbrettert, Fenster-Zierblendrahmen. | 09273069 |
| Weitere Bilder                          | Wohnhaus (Umgebinde) | Hauptstraße 96 (Karte)                                                         | 1. Hälfte 19. Jahrhundert | Obergeschoss Fachwerk, baugeschichtlich von Bedeutung. Rechts -/3/2 Joche, Stube verschalt, Umgebinde-Konstruktion frei (Spannriegel/Knaggen), Traufe vorn massiv, Fachwerk-Oberstock zweiriegelig, an der Rückseite einriegelig mit verblatteten Streben, wichtig für Ortsbild/Sichtbeziehung. | 09273067 |
| Direkt Bild zu diesem Denkmal hochladen | Wohnstallhaus (Umgebinde) | Hauptstraße 98 (Karte)                                                         | Bezeichnet mit 1818 (Sandsteintürstock) | Teil eines Vierseithofes, Obergeschoss Fachwerk, baugeschichtlich und sozialgeschichtlich von Bedeutung. Rechts 3/5/1 Joche, Stube verschalt, Umgebinde-Konstruktion frei (Spannriegel/Knaggen), Oberstock verbrettert, weit vorgezogenes Dach, fünf Fledermausgaupen, profilierter Sandsteintürstock, bezeichnet mit 1818, Sandsteinfenstergewände, schmiedeeiserne Gitter, Sandsteinsockel (Niveau-Ausgleich), Rest eines zweiten Türstocks mit Keilstein. | 09273068 |
| Weitere Bilder                          | Wohnhaus (Umgebinde) | Hauptstraße 99 (Karte)                                                         | 1. Hälfte 19. Jahrhundert | Obergeschoss Fachwerk, baugeschichtlich von Bedeutung. Rechts 3/3/1 Joche, Umgebinde-Abseite, Stube und Umgebinde-Konstruktion verschalt (Spannriegel/Knaggen), Oberstock verschlagen, verzierte Brettleisten unter der Traufe und unter den Fenstern, am rechten Giebel Fachwerk zweiriegelig/strebenlos, mit Ziegeln ausgesetzt. | 09273055 |
| Weitere Bilder                          | Wohnhaus (Umgebinde) | Hauptstraße 101 (Karte)                                                        | 2. Hälfte 19. Jahrhundert | Obergeschoss Fachwerk, baugeschichtlich von Bedeutung | 09273056 |
| Weitere Bilder                          | Wohnhaus (Umgebinde) | Hauptstraße 102 (Karte)                                                        | 1. Hälfte 19. Jahrhundert | Obergeschoss Fachwerk, baugeschichtlich von Bedeutung. Rechts 3/3/1 Joche, Stube verschalt, Umgebinde-Konstruktion frei (Spannriegel/Knaggen), Oberstockfachwerk zweiriegelig/eckstrebig, Giebel verbrettert (Zierleiste, ausgesägte Randbretter), Fachwerk-Erkeranbau (zweiriegelig/eckstrebig), Fachwerk-Giebeldreieck, profilierte Deckenbalkenköpfe. | 09273058 |
| Weitere Bilder                          | Sattlerschänke; Wohnhaus (Obergeschoss Fachwerk) | Hauptstraße 103 (Karte)                                                        | Mitte 19. Jahrhundert | Obergeschoss Fachwerk, ehemaliger Gasthof, baugeschichtlich von Bedeutung. Erdgeschoss massiv (vermutlich ehemals Umgebinde, wohl später erweitert), Oberstock-Fachwerk zweiriegelig/eckstrebig, Giebel verbrettert, ausgesägte Randbretter, reizvolle Vorgartenanlage, für Ortsbild wichtig, zur Zeit leerstehend. | 09273057 |
|                                         | Wohnhaus (Umgebinde) | Hauptstraße 105 (Karte)                                                        | 1. Hälfte 19. Jahrhundert | Obergeschoss Fachwerk, baugeschichtlich von Bedeutung. Rechts 3/3/2 Joche, Stube und Umgebinde-Konstruktion verschalt (Spannriegel/Knaggen), Giebel verschiefert, Traufseite verputzt. | 09273060 |
| Direkt Bild zu diesem Denkmal hochladen | Wohnstallhaus (Umgebinde) | Hauptstraße 106 (Karte)                                                        | Bezeichnet mit 1739 (Sandsteintürstock) | Teil eines Vierseithofes, Obergeschoss Fachwerk, baugeschichtlich und sozialgeschichtlich von Bedeutung. Rechts 3/3 Joche, Stube verschalt, Umgebinde-Konstruktion frei, Fachwerk-Oberstock giebelseitig zweiriegelig/eckstrebig, traufseitig vollstrebig, Holznägel, profilierter Sandsteintürstock (bezeichnet mit 1739), vorkragendes Satteldach, rechter Giebel verschiefert mit Ankerornament und Monogramm. | 09273061 |
| Weitere Bilder                          | Wohnhaus (Umgebinde) | Hauptstraße 108 (Karte)                                                        | 1. Hälfte 19. Jahrhundert | Doppelstubenhaus, Obergeschoss Fachwerk, baugeschichtlich von Bedeutung. Rechts 3/3/2, links 3/2 Joche, Stuben verschalt, Umgebinde-Konstruktion frei (Spannriegel/Knaggen), am linken Giebel Blattsassen von älteren Kopfbändern, Oberstockfachwerk zweiriegelig/eckstrebig, Dachhecht, Segmentbogenfenster. | 09273059 |
|                                         | Wohnhaus (Umgebinde) | Hauptstraße 109 (Karte)                                                        | Noch Ende 18. Jahrhundert | Eingeschossig, baugeschichtlich und sozialgeschichtlich von Bedeutung. Rechts 2/2/1 Joche, Stube verschalt (gekerbte Brettlagen), Umgebinde-Konstruktion verschalt, Säulen/Kopfband/Rähm-Konstruktion (keine Spannriegel), Giebelverbretterung mit Zierleisten, Stichen und ausgesägten Randbrettern. | 09273052 |
| Direkt Bild zu diesem Denkmal hochladen | Umgebindeteil eines Wohnhauses | Hauptstraße 111 (Karte)                                                        | Frühes 19. Jahrhundert | Gebäude stark modernisiert, Obergeschoss Fachwerk, baugeschichtlich von Bedeutung. Mit Seitenflügel, an ehemaligem Hauptgebäude noch 3/3/2 Joche erhalten, Stube und Umgebinde-Konstruktion verschalt (Spannriegel fehlen/knaggenartige Zapfkopfbänder/Säulen/Rähm-Konstruktion), Fenster-Zierblendrahmen, Giebelverbretterung mit Stichen und ausgesägten Randbrettern. | 09273062 |
| Weitere Bilder                          | Wohnhaus (Umgebinde) | Hauptstraße 112 (Karte)                                                        | Um 1800 | Obergeschoss Fachwerk, baugeschichtlich von Bedeutung. Links 3/3/2 Joche, Stube verschalt, Umgebinde-Konstruktion frei (Spannriegel/Knaggen), Oberstockfachwerk einriegelig/vollstrebig, Haustür versetzt, massiver Anbau, stark modernisiert. | 09273063 |
| Weitere Bilder                          | Wohnhaus (Umgebinde) | Hauptstraße 113 (Karte)                                                        | Frühes 19. Jahrhundert | Obergeschoss Fachwerk, baugeschichtlich von Bedeutung. Links 3/3/2 Joche, Stube verschalt (gekerbte Brettlagen), Umgebinde-Konstruktion frei (Spannriegel/Knaggen), an der linken Ecke stoßen Trauf- und Giebelgebinde zusammen (Verwendung zweier Ecksäulen), in der Stubenzone zum Teil Fenster-Zierblendrahmen, Fachwerk-Oberstock zweiriegelig/strebenlos, profilierte Deckenbalkenköpfe, wohl aufgestockt. | 09273065 |
|                                         | Wohnhaus (Umgebinde) | Hauptstraße 114 (Karte)                                                        | Um 1870 | Obergeschoss Fachwerk, baugeschichtlich von Bedeutung. Links 3/5/- Joche, Stube verschalt, Umgebinde-Konstruktion frei (Spannriegel/Knaggen), Oberstock verbrettert, profilierte Deckenbalkenköpfe, stark modernisiert. | 09273064 |
| Weitere Bilder                          | Schule | Hauptstraße 115 (Karte)                                                        | 1902–1903 | Putzbau mit übergiebeltem Mittelrisalit, baugeschichtlich und ortsgeschichtlich von Bedeutung. Tafel: „Gott zur Ehr. Der Jugend zur Lehr. Der Gemeinde zur Zier.“. Mittlere Achse risalitartig vorgezogen und Dreiecksgiebel bekrönt, profilierte Türrahmung, Sandsteinfenstergewände, Gliederung durch Profilbänder. | 09273046 |
| Weitere Bilder                          | Wohnhaus (Umgebinde) | Hauptstraße 121 (Karte)                                                        | Um 1800 | Obergeschoss Fachwerk, baugeschichtlich von Bedeutung. Links 3/3/2 Joche, Stube verschalt, Umgebinde-Konstruktion frei, Spannriegel/Knaggen, Fachwerk zweiriegelig/eckstrebig, Holztürstock, Zierblendrahmen mit Zahnschnitt, Füllungstür um 1900 nachgearbeitet. | 09273045 |
| Weitere Bilder                          | Wohnhaus (Umgebinde) | Hauptstraße 122 (Karte)                                                        | Um 1800 | Obergeschoss Fachwerk, baugeschichtlich von Bedeutung. Links 3/3/2 Joche, Stube verschalt, Umgebinde-Konstruktion frei, Spannriegel/Knaggen, Oberstock zweiriegelig/eckstrebig, Giebelspitze verbrettert und verschiefert. | 09273044 |
| Weitere Bilder                          | Wohnhaus (Umgebinde) und Stützmauer der Einfriedung | Hauptstraße 123 (Karte)                                                        | Bezeichnet mit 1815 | Obergeschoss Fachwerk verbrettert, baugeschichtlich von Bedeutung. 3/3/(3) Joche, Stube verschalt, Umgebinde-Konstruktion frei, Spannriegel/Knaggen, Oberstock verbrettert, Verbretterung und Füllungstür: Jugendstilmotive (florale Zierelemente), profilierter Sandsteintürstock. | 09273043 |
| Weitere Bilder                          | Wohnhaus (Umgebinde) | Hauptstraße 124 (Karte)                                                        | Um 1800 | Obergeschoss Fachwerk, Korbbogenportal, baugeschichtlich von Bedeutung. Links 3/3/2 Joche, Stube verschalt, Umgebinde-Konstruktion frei, Spannriegel/Knaggen, gekerbte Brettlagen, Fachwerkoberstock zweiriegelig/strebenlos, Füllungstür (Ende 19. Jahrhundert) mit Diamantquadern, schmiedeeisernes Gitter. | 09273042 |
| Weitere Bilder                          | Wohnhaus (Umgebinde) | Hauptstraße 125 (Karte)                                                        | Bezeichnet mit 1825 | Obergeschoss Fachwerk, baugeschichtlich von Bedeutung. Rechts 3/3/2 Joche, Stube und Umgebinde-Konstruktion unverschalt, Eckverkämmung sichtbar, Spannriegel/Knaggen, Fachwerkobergeschoss teilweise mit verblatteten Streben, später verändert, einriegelig, Hechtgaupe, profilierter Sandsteintürstock, aufwendige Zierblendrahmen mit Ohren. | 09273039 |
| Weitere Bilder                          | Wohnhaus (Umgebinde) mit Bruchsteinmauer | Hauptstraße 127 (Karte)                                                        | 18. Jahrhundert | Wohnhaus Obergeschoss Fachwerk, baugeschichtlich und straßenbildprägend von Bedeutung. Links 3/3/2 Joche, Stube und Umgebinde-Konstruktion unverschalt, Spannriegel/Knaggen, Eckverkämmung sichtbar, Fachwerkoberstock zweiriegelig/eckstrebig, Holztürstock, Schieferbildwand: Diagonalmuster und Sonnenmotiv, Reste von Kreuzstrebengefüge, an Rückseite profilierte Blattkopfbänder. | 09273038 |
| Weitere Bilder                          | Wohnhaus (Umgebinde) | Hauptstraße 131 (Karte)                                                        | Um 1800 | Obergeschoss Fachwerk, baugeschichtlich von Bedeutung. Doppelstubenhaus, rechts 3/3/2, links 3/2 Joche, Stuben verschalt, Umgebinde-Konstruktion frei, Spannriegel/Knaggen, Fachwerkoberstock zweiriegelig/eckstrebig, Hechtgaupe, Holztürstock mit Kassettentür. | 09273037 |
|                                         | Wohnhaus (Umgebinde) | Hauptstraße 133 (Karte)                                                        | Um 1800 | Obergeschoss Fachwerk, baugeschichtlich von Bedeutung. Links 3/3 Joche, Stube verschalt, Umgebinde-Konstruktion frei, Spannriegel/Knaggen, Fachwerkoberstock zweiriegelig/eckstrebig. | 09273036 |
| Weitere Bilder                          | Wohnhaus (Umgebinde) | Hauptstraße 135 (Karte)                                                        | Um 1800 | Obergeschoss Fachwerk, baugeschichtlich von Bedeutung. Doppelstubenhaus, rechts 3/3/3 Joche, Stube verschalt, Umgebinde-Konstruktion frei, Spannriegel/Knaggen, Fachwerk-Oberstock zweiriegelig/eckstrebig, Hechtgaupe mit stehenden Rundbogenfenstern, Sandsteinfenstergewände. | 09273035 |
|                                         | Wohnhaus (Umgebinde) | Hauptstraße 137 (Karte)                                                        | Um 1800 | Obergeschoss Fachwerk, baugeschichtlich von Bedeutung. Links 3/- (entfernt) Joche, Stube verschalt, Umgebinde-Konstruktion ebenfalls (Spannriegel/Knaggen), Fachwerk (teilweise aufgedoppelt) zweiriegelig/eckstrebig, wichtig für Blickbeziehung (steht an der Kreuzung). | 09273034 |
|                                         | Wohnhaus (Umgebinde) | Hauptstraße 141 (Karte)                                                        | Im Kern noch 18. Jahrhundert, später verändert                                                                                              | Doppelstubenhaus, Obergeschoss Fachwerk, baugeschichtlich und sozialgeschichtlich von Bedeutung. Doppelstubenhaus, Rechts 2/2, links 3/3/2 Joche, Stuben und Umgebinde-Konstruktion verschalt (Spannriegel/Knaggen), Fachwerkoberstock zeigt traufseitig im Untergurt Andreaskreuzfries und Gefachstiele (aufgedoppelt), rechter Giebel ist zweiriegelig/eckstrebig ausgebildet, linker Giebel verschiefert. | 09273022 |
|                                         | Wohnstallhaus (Umgebinde) | Hauptstraße 142 (Karte)                                                        | Frühes 19. Jahrhundert, später teilweise verändert                                                                                          | Teil eines Dreiseithofes, Obergeschoss Fachwerk, baugeschichtlich und sozialgeschichtlich von Bedeutung. Rechts 3/5/2 Joche (mit Stubenerweiterung), Stube verschalt, Umgebinde-Konstruktion frei (Spannriegel/Knaggen), Oberstockfachwerk zweiriegelig/strebenlos, Gefache mit Ziegeln ausgesetzt. | 09273020 |
| Direkt Bild zu diesem Denkmal hochladen | Wohnhaus (wohl ehemals Umgebinde) | Hauptstraße 143 (Karte)                                                        | Um 1860, im Kern älter | Obergeschoss Fachwerk, baugeschichtlich von Bedeutung. Erdgeschoss massiv, profiliertes Sandsteingewände, Fachwerk-Oberstock zweiriegelig/strebenlos (aufgedoppelt), links ornamentierter Schiefergiebel, Sandsteintürstock leicht profiliert, wichtig für Ortsbild/Sichtbeziehung. | 09273021 |
|                                         | Wohnhaus (Umgebinde) | Hauptstraße 144 (Karte)                                                        | Um 1840 | Doppelstubenhaus, Obergeschoss Fachwerk, baugeschichtlich von Bedeutung. Links 2/-, rechts 3/3 Joche, Stuben verschalt, Umgebinde-Konstruktion frei (Spannriegel/Knaggen), Fachwerk-Oberstock zweiriegelig/eckstrebig, rechts Fachwerk-Giebeldreieck, Krüppelwalmdach, zwei Fledermausgaupen, linker Giebel massiv erneuert. | 09273019 |
| Direkt Bild zu diesem Denkmal hochladen | Wohnhaus (Umgebinde) | Hauptstraße 145 (Karte)                                                        | Nach 1850 | Obergeschoss Fachwerk, baugeschichtlich von Bedeutung. Links 3/3/3 Joche, Stube verschalt, Umgebinde-Konstruktion frei (Spannriegel/Knaggen), Oberstockfachwerk zweiriegelig/eckstrebig, Haustür verlegt, Rückseite modernisiert. | 09273018 |
| Direkt Bild zu diesem Denkmal hochladen | Wohnstallhaus (Umgebinde) | Hauptstraße 147 (Karte)                                                        | Frühes 19. Jahrhundert, im Kern 18. Jahrhundert                                                                                             | Teil eines ehemaligen Vierseithofes, Obergeschoss Fachwerk, baugeschichtlich und sozialgeschichtlich von Bedeutung. Rechts 3/3 Joche, Stube und Umgebinde-Konstruktion verschalt, Blattsassenreste von Kopfbändern im Rähm sowie in der Saumschwelle, Fachwerk-Oberstock, strebenloses Raster, rechte Hausecke massiv abgefangen, am rechten Giebel Schieferbildwand mit Diagonalmustern, Bogenfeldern und Traubenmotiven, Rest des Sandsteintürstocks mit profiliertem Segmentbogenabschluss, im Erdgeschoss Fenster-Zierblendrahmen, nach Inschrifttafel 1891 verändert. | 09273017 |
| Weitere Bilder                          | Wohnhaus (Umgebinde) | Hauptstraße 149 (Karte)                                                        | 1. Hälfte 19. Jahrhundert | Obergeschoss Fachwerk, baugeschichtlich von Bedeutung. Links 3/3/2 Joche, Stube und Umgebinde-Konstruktion verschalt (Spannriegel/Knaggen), Oberstockfachwerk zweiriegelig/strebenlos (aufgedoppelt). | 09273016 |
| Weitere Bilder                          | Wohnhaus (Umgebinde) | Hauptstraße 150 (Karte)                                                        | Um 1800 | Obergeschoss Fachwerk, baugeschichtlich von Bedeutung. Links 3/3/2 Joche, Stube und Umgebinde-Konstruktion verschalt (Spannriegel/Knaggen), Oberstockfachwerk an der Traufseite zweiriegelig/strebenlos (engständrig, rasterartig), giebelseitig eckstrebig, links aufwendige Schieferbildwand mit ungewöhnlicher Ornamentik, profilierter Sandstein-Türstock, Füllungstür um 1900 mit vergittertem Oberlicht, kurzer Dachhecht. | 09273015 |
| Direkt Bild zu diesem Denkmal hochladen | Obere Schule | Hauptstraße 151 (Karte)                                                        | Bezeichnet mit 1830 (Sandsteintürstock) | Heute Wohnhaus, Putzbau, baugeschichtlich und ortsgeschichtlich von Bedeutung. Massivbau, zweigeschossig, Fenstergliederung original erhalten (jeweils drei Achsen links und rechts der Haustür), profilierter Sandstein-Türstock mit Keilstein (Eichenlaub-Motiv), bezeichnet mit 1830, Sandsteinfenstergewände, Krüppelwalm. | 09273014 |
| Direkt Bild zu diesem Denkmal hochladen | Wohnhaus (Obergeschoss Fachwerk) | Hauptstraße 152 (Karte)                                                        | Um 1850 | Baugeschichtlich von Bedeutung. Erdgeschoss massiv (vermutlich ehemaliges Umgebinde), Oberstockfachwerk zweiriegelig/strebenlos, für Ortsbild/Sichtbeziehung wichtig. | 09273013 |
| Direkt Bild zu diesem Denkmal hochladen | Wohnhaus (Umgebinde) | Hauptstraße 153 (Karte)                                                        | Mitte 19. Jahrhundert | Doppelstubenhaus, Obergeschoss Fachwerk, baugeschichtlich von Bedeutung. Rechts 3/3/1, links 2/- Joche, Stuben und Umgebinde-Konstruktion verschalt, Fachwerk zweiriegelig/strebenlos, asymmetrisch, massiver Erkeranbau. | 09272989 |
| Direkt Bild zu diesem Denkmal hochladen | Dreiseithof mit Wohnstallhaus, zwei Scheunen und Seitengebäude                                                                                              | Hauptstraße 154 (Karte)                                                        | Um 1870, eventuell älter | Baugeschichtlich und wirtschaftsgeschichtlich von Bedeutung. Scheunen und Stallgebäude im Winkel aneinandergefügt, massiv, original erhalten, Wohnhaus mit Granit-Türstock. | 09272991 |
|                                         | Wohnhaus (Umgebinde) über winkligem Grundriss | Hauptstraße 155 (Karte)                                                        | 1. Hälfte 19. Jahrhundert | Obergeschoss Fachwerk, baugeschichtlich und sozialgeschichtlich von Bedeutung. Links 3/3/- Joche, Stube verschalt, Umgebinde-Konstruktion frei, Spannriegel/Knaggen, Fachwerk einriegelig/strebenlos, Giebel verschiefert, rückwärtiges Umgebinde mit 2/2 Jochen, Spannriegel/Knaggen, Fachwerk zweiriegelig/strebenlos, Giebelwand verschiefert. | 09272990 |
|                                         | Wohnhaus (Umgebinde) | Hauptstraße 157 (Karte)                                                        | Mitte 19. Jahrhundert | Obergeschoss Fachwerk, baugeschichtlich von Bedeutung. Links 3/3/1 Joche, Stube verschalt, Umgebinde-Konstruktion frei (Spannriegel/Knaggen), Fachwerk-Oberstock traufseitig einriegelig/strebenlos, rechter Giebel eckstrebig, linker Giebel verbrettert. | 09272992 |
|                                         | Wohnhaus (Umgebinde) | Hauptstraße 158 (Karte)                                                        | Um 1800 | Obergeschoss Fachwerk, baugeschichtlich von Bedeutung. Links 2/2/2 Joche, Stube verschalt, Umgebinde-Konstruktion frei (Spannriegel/Knaggen), Fachwerk-Oberstock traufseitig strebenlos, giebelseitig eckstrebig, Gefach mit Ziegeln ausgesetzt, im Erdgeschoss Fenster-Zierblendrahmen. | 09272995 |
| Direkt Bild zu diesem Denkmal hochladen | Wohnhaus (Umgebinde) | Hauptstraße 160 (Karte)                                                        | 1. Hälfte 19. Jahrhundert | Obergeschoss Fachwerk, baugeschichtlich von Bedeutung. Stark modernisiert, links 3/3/- Joche, Stube verschalt, Umgebinde-Konstruktion unverschalt (Spannriegel/Knaggen), Oberstockfachwerk zweiriegelig/strebenlos (aufgedoppelt, wohl falscher Bund), Satteldach verändert, jüngere Schleppgaupe, massives Vorhäuschen, massiver Seitenflügel. | 09272999 |
|                                         | Wohnhaus (Umgebinde) | Hauptstraße 161 (Karte)                                                        | Bezeichnet mit 1827 | Vermutlich ehemalige Faktorei, baugeschichtlich und ortsgeschichtlich von Bedeutung. Rechts 3/3/3 Joche, Stube und Umgebinde-Konstruktion unverschalt, Eckverkämmung Hakenblatt, Spannriegel/Knaggen, Fachwerk-Oberstock an Traufseite und rechtem Giebel zweiriegelig/eckstrebig, an der Rückseite vollstrebig, linker Giebel verbrettert, Krüppelwalmdach, drei Fledermausgaupen, reich profilierter Sandstein-Türstock (florale Ornamentik, Keilstein mit Monogramm und Krone), zweiflügelige Füllungstür aus der Erbauungszeit (mit Rhomben, Kanneluren und Sonnenmotiv), Fenstergewände: Sandstein, schmiedeeiserne Fenstergitter, rechts Schmuckgiebel, Blickfang/wichtig für Ortsbild, eines der schönsten Gebäude des Ortes. | 09272996 |
| Direkt Bild zu diesem Denkmal hochladen | Wohnstallhaus (Umgebinde) eines ehemaligen Dreiseithofes | Hauptstraße 163 (Karte)                                                        | Mitte 19. Jahrhundert | Obergeschoss Fachwerk, baugeschichtlich und sozialgeschichtlich von Bedeutung. Rechts 3/3 Joche, Stube verschalt, Umgebinde-Konstruktion frei (Spannriegel/Knaggen), Fachwerk-Oberstock zweiriegelig/eckstrebig, Krüppelwalm, am rechten Giebel Zierleisten. Hausnummer 163 fraglich. | 09272997 |
|                                         | Wohnhaus (Umgebinde) | Hauptstraße 164 (Karte)                                                        | Mitte 19. Jahrhundert | Obergeschoss Fachwerk, baugeschichtlich von Bedeutung. Rechts 3/3/- Joche, Stube verschalt, Umgebinde-Konstruktion frei (Spannriegel/Knaggen), Fachwerk-Oberstock einriegelig/strebenlos (aufgedoppelt), linker Giebel verschlagen. | 09272998 |
| Weitere Bilder                          | Wohnhaus (Umgebinde), mit jüngerem Anbau | Hauptstraße 165 (Karte)                                                        | Bezeichnet mit 1819 | Baugeschichtlich von Bedeutung. Links 3/3/- Joche, Stube verschalt, Umgebinde-Konstruktion frei, Fachwerk einriegelig/eckstrebig (teilweise bundstrebig), am seitlichen Anbau unter Verbretterung Blockwände, weit überkragendes Dach, profilierte Saumschwelle über Tür, bezeichnet 1819 (im Türstock), Anbau ehemalige Färberei Erdgeschoss, im Innern böhmische Kappe, schmiedeeiserne Gitter und Sandstein-Fenstergewände, profilierter Sandstein-Türstock mit Kämpferplatten und Korbbogen, wichtig für Sichtbeziehung. | 09272983 |
|                                         | Wohnhaus (Umgebinde) und Einbogenbrücke über die Bertse | Hauptstraße 166 (Karte)                                                        | Bezeichnet mit 1825 | Wohnhaus Obergeschoss Fachwerk, baugeschichtlich von Bedeutung. rechts 3/3/2 Joche, Stube verschalt, Umgebinde-Konstruktion frei, Spannriegel/Knaggen, Fachwerk-Oberstock zweiriegelig/strebenlos, Giebel verbrettert, profilierter Sandstein-Türstock, originale Füllungstür mit Rautenmotiv. | 09272985 |
|                                         | Wohnhaus (Umgebinde) | Hauptstraße 167 (Karte)                                                        | Im Kern um 1750 | Eingeschossig mit Drempel, baugeschichtlich und sozialgeschichtlich von Bedeutung. Kniestock, links 3/3 Joche, Stube verschalt, Umgebinde-Konstruktion frei, Pfettendach (Schweizer Stil). | 09272984 |
| Direkt Bild zu diesem Denkmal hochladen | Wohnhaus (Umgebinde) | Hintere Dorfstraße 1 (Karte)                                                   | Im Kern Ende 18. Jahrhundert | Obergeschoss Fachwerk, baugeschichtlich von Bedeutung. Rechts 3/3/3 Joche, Stube verschalt, Umgebinde-Konstruktion frei (Spannriegel/Knaggen), Fachwerk-Oberstock verbrettert, rechter Giebel und Rückseite verschiefert (altdeutsche Verschieferung), im Erdgeschoss Fenster mit Zierblendrahmen, Deckenbalkenköpfe profiliert, hübsche Füllungstür (etwa 1. Hälfte 19. Jahrhundert), hölzerner Windfang (Schauer), Haus steht etwas abseits des Ortes frei in der Landschaft (auf kleiner Erhebung), weithin sichtbar. | 09273163 |
| Direkt Bild zu diesem Denkmal hochladen | Wohnstallhaus (Umgebinde) eines Dreiseithofes, mit Sonnenuhr                                                                                                | Hintere Dorfstraße 2 (Karte)                                                   | Bezeichnet mit 1764 (Sonnenuhr) | Obergeschoss Fachwerk, baugeschichtlich und sozialgeschichtlich von Bedeutung. Links 3/3 Joche, Stube verschalt, Umgebinde-Konstruktion frei, an der Traufseite geschweifte Blattkopfbänder, am linken Giebel Spannriegel/Knaggen, Fachwerk-Oberstock zweiriegelig/vollstrebig, Giebel verbrettert mit profilierten Bogenleisten, ausgesägte Randbretter und Reste von Fenster-Zierblendrahmen (Oberstock), profilierter Sandsteintürstock mit Monogramm und Jahreszahl, Hausflurfenster und Stallfenster mit Sandsteinfenstergewänden und schmiedeeisernen Gittern, im Innern Kreuzgratgewölbe, vorkragendes, hohes Krüppelwalmdach, drei Fledermausgaupen, an der linken Hausecke reizvolle Sonnenuhr, bezeichnet „Anno 1764“ mit schlichter volkstümlicher Malerei (Landschaftsmotiv Zittauer Gebirge), erneuert, an der rechten Giebelseite (Hanglage) drei mächtige Stützpfeiler (Sandsteinquader). | 09273166 |
| Direkt Bild zu diesem Denkmal hochladen | Wohnstallhaus, südliches Remisengebäude mit Ställen, Seitengebäude und zwei im Winkel verbundene Scheunen eines Bauernhofes                                 | Hintere Dorfstraße 3 (Karte)                                                   | Nach Auskunft 1793 (Wohnstallhaus); bezeichnet mit 1853 (Seitengebäude); Mitte 19. Jahrhundert (Pferdestall); bezeichnet mit 1918 (Scheune) | Wohnstallhaus (teils Fachwerk) mit Futtertüte, gegenüber liegender massiver Pferdestall mit Remise, kleineres nördliches massives Seitengebäude und zwei winklige Scheunen, baugeschichtlich, wirtschaftsgeschichtlich und straßenbildprägend von Bedeutung. Seitengebäude (ehem. Kuhstall): massiv, Granittürstock, Granitfenstergewände, eingelassene Tafel mit Monogramm und Jahreszahl (bezeichnet mit 1853), Krüppelwalmdach, Fledermausgaupen. Durch die Futtertüte wurde das auf dem Hausboden gelagerte „Dürre“ (dort für „Heu“) heruntergelassen. | 09273164 |
| Direkt Bild zu diesem Denkmal hochladen | Wohnstallhaus (Umgebinde) eines Dreiseithofes | Hintere Dorfstraße 15 (Karte)                                                  | Bezeichnet mit 1894 | Obergeschoss Fachwerk, baugeschichtlich und sozialgeschichtlich von Bedeutung. Links 3/4/- Joche, Stube und Umgebinde-Konstruktion verschalt (Spannriegel/Knaggen), Ecksäulen teilweise massiv ersetzt, Oberstock-Fachwerk zweiriegelig/eckstrebig, linker Giebel zeigt hervorragende Schieferbildwand (Sonnen, Diagonalreihen, Zöpfe, Rauten), im linken Giebeldreieck Fenster mit Zierblendrahmen (Zahnschnitt) erhalten, schwach profilierter Sandsteintürstock mit Segmentbogen, Keilstein und Gesims, rechte Seite (Stallteil) massiv. | 09273167 |
| Direkt Bild zu diesem Denkmal hochladen | Wohnstallhaus (Obergeschoss Fachwerk) und Scheune (Fachwerk) eines Zweiseithofes                                                                            | Hintere Dorfstraße 16 (Karte)                                                  | Mitte 18. Jahrhundert | Beide Gebäude in Fachwerkbauweise, baugeschichtlich und wirtschaftsgeschichtlich von Bedeutung. Wohnhaus: Erdgeschoss massiv, Fachwerk-Oberstock zweiriegelig/eckstrebig/engständrig, schlichter Granittürstock, Flur- und Stallfenster mit Sandsteingewänden, vergittert, vorkragendes hohes Satteldach (doppelter Bodenraum), drei Fledermausgaupen, rechts Giebeldreieckverbretterung mit dekorativen Bogenleisten, kleine quadratische Schiebefenster mit Zierblendrahmen, Heutüren, Fachwerk-Erker, teilweise massiv erneuert. Fachwerkscheune: zweiriegelige, wandhohe Streben, randständige Fenster, Holznägel, Fledermausgaupe. | 09273168 |
| Direkt Bild zu diesem Denkmal hochladen | Wohnstallhaus (Umgebinde), Seitengebäude mit Scheunenteil, Stallgebäude (heute Werkstatt) und Scheune eines Vierseithofes                                   | Hintere Dorfstraße 17, 18 (Karte)                                              | Bezeichnet mit 1810 (Wohnstallhaus); 18. Jahrhundert, später überformt (Bauernhof)                                                          | Wohnstallhaus Obergeschoss Fachwerk, Kreuzstreben-Fachwerkscheune, baugeschichtlich und wirtschaftsgeschichtlich von Bedeutung. Wohnstallhaus: links 3/5/2 Joche (mit Stubenerweiterung), Stube und Umgebinde-Konstruktion verschalt (Spannriegel/Knaggen). Fachwerk-Oberstock: engständrig/eckstrebig, zum Teil über Türzone engstrebige Bildungen, profilierter Sandsteintürstock mit Spiegeln und Rosettenmotiv am Schaft, Girlanden am Korbbogen, Keilstein mit Monogramm, ausladendes Gesims (bezeichnet mit 1810), zweiflügelige, ornamentierte Füllungstür um 1900, zum Teil Sandsteinfenstergewände. Fachwerk-Seitenflügel: teilweise überputzt und verbrettert, Erdgeschoss massiv, vorkragendes Krüppelwalmdach, Deckenbalkenköpfe profiliert. Wirtschaftsgebäude (etwa 2. Hälfte 19. Jahrhundert): mit Scheunenteil, im Innern böhmisches Kappengewölbe. Ehemaliger Pferdestall: mit Wohnräumen im Oberstock, Dachhaus (Lukarne), Segmentbogenfenster, um 1920. Kreuzstreben-Fachwerkscheune: zweitorig, zum Teil Feldstein-Unterbau mit Sandsteinquadern (18. Jahrhundert). | 09273169 |
| Direkt Bild zu diesem Denkmal hochladen | Wohnhaus (Umgebinde) | Hintere Dorfstraße 21 (Karte)                                                  | 1. Hälfte 19. Jahrhundert, später verändert                                                                                                 | Obergeschoss Fachwerk, baugeschichtlich von Bedeutung. Links 3/3/(2) Joche, Stube und Umgebinde-Konstruktion verschalt (Spannriegel/Knaggen), Fachwerk-Oberstock zweiriegelig/strebenlos (aufgedoppelt, wohl falscher Bund), profilierter Sandsteintürstock und Füllungstür mit Oberlicht (2. Hälfte 19. Jahrhundert), massiver Seitenflügel. | 09273105 |
| Direkt Bild zu diesem Denkmal hochladen | Wohnhaus (Umgebinde) | Hintere Dorfstraße 22 (Karte)                                                  | 1725 | Obergeschoss Fachwerk, baugeschichtlich und hausgeschichtlich von Bedeutung. Rechts 3/3/2 Joche, Stube und Umgebinde-Konstruktion verschalt (Spannriegel/Knaggen), Fachwerk-Oberstock leicht vorkragend mit profilierter Saumschwelle (Kielbogen-Kerbschnitt-Ornament), einriegelig/vollstrebig (Verblattungen), Fenster rand- und mittelständig, rechter Giebel verbrettert (mit Stichen). | 09273104 |
| Weitere Bilder                          | Gasthof „Zum Hirsch“ (Umgebinde) mit hinterem massiven Flügel                                                                                               | Hirschgasse 1 (Karte)                                                          | Mitte 19. Jahrhundert | Obergeschoss Fachwerk, an Straßenkreuzung gelegen, baugeschichtlich und straßenbildprägend von Bedeutung. Rechts 4/3/- Joche, Stube (auf massivem Unterbau/Keller) verschalt, Umgebinde-Konstruktion frei (Spannriegel/Knaggen), Fachwerk-Oberstock zweiriegelig/eckstrebig, leicht profilierter Sandsteintürstock, linke Hälfte des Hauses massiv. | 09273011 |
| Direkt Bild zu diesem Denkmal hochladen | Wohnhaus (Umgebinde) | Hirschgasse 5 (Karte)                                                          | Um 1800 | Obergeschoss Fachwerk, baugeschichtlich von Bedeutung. Rechts 3/3/2 Joche, Stube verschalt, Umgebinde-Konstruktion frei (Spannriegel/Knaggen), Fachwerk-Oberstock zweiriegelig/eckstrebig, am linken Giebel gut erhaltene Schieferbildwand, rechts Giebelverbretterung mit Stichen und ausgesägten Randbrettern, hölzernes Vorhäuschen (Schauer). | 09273010 |
| Direkt Bild zu diesem Denkmal hochladen | Wohnhaus (Umgebinde) | Hirschgasse 6 (Karte)                                                          | Frühes 19. Jahrhundert | Obergeschoss Fachwerk, baugeschichtlich von Bedeutung. Rechts 3/3/2 Joche, Stube teilweise verschalt, Umgebinde-Konstruktion frei (Spannriegel/Knaggen), Eckverkämmung sichtbar (Hakenblatt), Oberstock-Fachwerk einriegelig/strebenlos (aufgedoppelt), Seitenflügel. | 09273009 |
| Direkt Bild zu diesem Denkmal hochladen | Wohnhaus (Umgebinde) | Hirschgasse 8 (Karte)                                                          | 1. Hälfte 19. Jahrhundert | Obergeschoss Fachwerk, baugeschichtlich von Bedeutung. Mehrfach verändert (aufgestockt), links 3/3/3 Joche, Stube und Umgebinde-Konstruktion verschalt (Spannriegel/Knaggen), Fachwerk-Oberstock zweiriegelig/strebenlos (aufgedoppelt), Fenster im Erdgeschoss mit Zierblendrahmen, massiver Erkeranbau, rechte Seite des Hauses massiv. | 09273008 |
| Direkt Bild zu diesem Denkmal hochladen | Wohnhaus | Hirschgasse 9 (Karte)                                                          | Um 1870 | Eingeschossig mit Drempel, baugeschichtlich und sozialgeschichtlich von Bedeutung. Fachwerk-Kniestock (mit Ziegeln ausgesetzt), Sparrenpfettendach, Sparrenenden stark profiliert, desgleichen Konsolenhölzer um rechten Giebel, drei stehende Dachgaupen, Erdgeschoss massiv, wichtig für Ortsbild/Sichtbeziehung. | 09273004 |
|                                         | Wohnhaus (Umgebinde) | Hirschgasse 10 (Karte)                                                         | 1. Hälfte 19. Jahrhundert | Obergeschoss Fachwerk, baugeschichtlich von Bedeutung. Rechts 3/3/1 Joche, Stube verschalt, Umgebinde-Konstruktion unverschalt (Spannriegel/Knaggen), Oberstockfachwerk zweiriegelig/eckstrebig (asymmetrisch), Giebel verbrettert mit Stichen, Zierleisten und ausgesägten Randbrettern, Hausflurfenster in Fachwerk eingelassen. | 09273005 |
| Weitere Bilder                          | Wohnhaus (Umgebinde) | Hirschgasse 11 (Karte)                                                         | Um 1890, im Kern älter | Obergeschoss Fachwerk, baugeschichtlich von Bedeutung. Links 3/3/2 Joche, Stube und Umgebinde-Konstruktion verschalt, aufwendig profilierte Fensterblendrahmen und Haustür aus der Zeit um 1900, Fachwerk-Oberstock zweiriegelig/eckstrebig, rechter massiver Hausteil ebenfalls um die Jahrhundertwende verändert (profilierte Tür und Fenstergewände), profilierte Deckenbalkenköpfe. | 09273006 |
| Weitere Bilder                          | Wohnstallhaus (Umgebinde) eines Bauernhofes | Hirschgasse 12 (Karte)                                                         | Um 1800 | Obergeschoss Fachwerk, baugeschichtlich und sozialgeschichtlich von Bedeutung. Rechts 3/5/- Joche, Stube und Umgebinde-Konstruktion unverschalt, Spannriegel/Knaggen, zum rechten Giebel noch Blattkopfbänder, Fachwerk-Oberstock leicht vorkragend, zweiriegelig/eckstrebig, Granittürstock mit Segmentbogen, granitene Flurfenstergewände, im Inneren böhmisches Kappengewölbe (Hausflur, Stall). | 09273007 |
| Weitere Bilder                          | Wohnhaus (Umgebinde) | Hirschgasse 14 (Karte)                                                         | 1. Hälfte 19. Jahrhundert | Obergeschoss Fachwerk, baugeschichtlich von Bedeutung. Links 3/3/1 Joche, Stube verschalt, Umgebinde-Konstruktion frei (Spannriegel/Knaggen), Fachwerk-Oberstock zweiriegelig/eckstrebig, linkes Giebeldreieck verbrettert (mit Stichen und ausgesägten Randbrettern), rechtes Giebeldreieck verschiefert, Fenster einheitlich mit profilierten Blendrahmen. | 09273003 |
| Direkt Bild zu diesem Denkmal hochladen | Wohnhaus (Umgebinde) | Hirschgasse 15 (Karte)                                                         | Ende 19. Jahrhundert, im Kern älter | Obergeschoss Fachwerk, baugeschichtlich von Bedeutung. Rechts 3/3 Joche, Stube verschalt, Umgebinde-Konstruktion frei (Spannriegel/Knaggen), Fachwerk zweiriegelig/strebenlos (aufgedoppelt), rechter Giebel verschiefert. | 09273001 |
|                                         | Wohnhaus (Umgebinde) | Hirschgasse 16 (Karte)                                                         | 1. Hälfte 19. Jahrhundert | Obergeschoss Fachwerk, baugeschichtlich von Bedeutung. Links 3/3/- Joche, Stube verschalt, Umgebinde-Konstruktion frei (Spannriegel/Knaggen), Fachwerk-Oberstock einriegelig/eckstrebig. | 09273002 |
| Weitere Bilder                          | Wohnhaus (Umgebinde) mit Ladeneinbau | Hirschgasse 18 (Karte)                                                         | Bezeichnet mit 1716 | Obergeschoss Fachwerk, baugeschichtlich und hausgeschichtlich von Bedeutung. Links 3/3/3 Joche (Rückseite Joche ausgesetzt), Stube und Umgebinde-Konstruktion unverschalt, Eckverkämmung sichtbar (Hakenblatt), geschweifte Blattkopfbänder, die Winkel zwischen Kopfbändern, Säulen und Rähm ausgeblockt, Oberstock leicht vorkragend auf überstehenden Deckenbalkenköpfen, Saumschwelle zeigt Kielbogenkerbschnittprofil, Fachwerk zweiriegelig/strebenlos (Traufseite und linker Giebel), rechter Giebel eckstrebig, Giebeldreieck mit profilierten Randbrettern, Blattsassenreste deuten auf älteres Gefüge hin (Fußbänder analog der Rückseite, hier verblattete Fußstreben), profilierter Sandstein-Türstock, bezeichnet 1716, bemalte zweiflügelige Füllungstür, im Inneren Treppenbaluster und alte Türen. | 09273000 |
| Direkt Bild zu diesem Denkmal hochladen | Einbogenbrücke über die Bertse | Hirschgasse 18 (vor) (Karte)                                                   | 19. Jahrhundert | Baugeschichtlich von Bedeutung | 09303480 |
| Direkt Bild zu diesem Denkmal hochladen | Wohnhaus (Umgebinde) | Im Winkel 1 (Karte)                                                            | Mitte 19. Jahrhundert | Obergeschoss Fachwerk, baugeschichtlich von Bedeutung. Links 3/3/2 Joche, Stube und Umgebinde-Konstruktion verschalt, Spannriegel/Knaggen (letztere schließen mit kleinem Absatz an die geraden Spannriegel an, so dass eine lebendige Joch-Wirkung entsteht), Fachwerk-Oberstock zweiriegelig/strebenlos, Fenster einheitlich mit Zierblendrahmen, ornamentierte Haustür mit Oberlicht (Jahrhundertwende), wichtig für Ortsbild. | 09273138 |
| Direkt Bild zu diesem Denkmal hochladen | Wohnhaus (Umgebinde) | Im Winkel 2 (Karte)                                                            | 18. Jahrhundert | Eingeschossig mit Drempel, baugeschichtlich und sozialgeschichtlich von Bedeutung. Drempelgeschossbau (Kreuzstrebengefüge) auf massivem Sockel (Niveau-Ausgleich), links 3/3/2 Joche, Stube verschalt (gekerbte Brettlagen), Ständer und Zwischensäulen verbrettert, Umgebinde-Konstruktion frei, Kerbmuster am Geschossriegel und an den Zapfkopfbändern der Zwischensäulen, Holztürstock, Füllungstür der Jahrhundertwende. | 09273137 |
| Direkt Bild zu diesem Denkmal hochladen | Wohnstallhaus (Umgebinde), mit Oberlaube | Im Winkel 3 (Karte)                                                            | Ende 18. Jahrhundert, später leicht verändert                                                                                               | Baugeschichtlich und hausgeschichtlich von Bedeutung. Rechts 2/3/2 Joche, Stube und Umgebinde-Konstruktion unverschalt, Eckverkämmung sichtbar (Hakenblatt), zum Teil Lehmfugenverstrich, starke rustikale Blattkopfbänder, auf der Säule Blattpfeile bildend, Spannriegel fehlen, einriegeliges, vollstrebiges Lehmfachwerk, über der Türzone kurze Oberlaube, Stallteil links vermutlich Anfang des 20. Jahrhunderts modernisiert, rechts Giebelverbretterung mit ausgesägten Randbrettern, reizvolle Hanglage am Ausgang eines Seitentales, wichtig für Ortsbild. Abbruchgenehmigung vom 14. Oktober 2009. | 09273136 |
|                                         | Wohnhaus (Umgebinde) | Jonsdorfer Straße 1 (Karte)                                                    | Um 1800 | Eingeschossig, baugeschichtlich und sozialgeschichtlich von Bedeutung. Rechts 3/3/2 Joche, Stube verputzt, Umgebinde-Konstruktion verschalt, massives Vorhäuschen, rechter Giebel mit Preolitschindeln verschlagen. | 09272946 |
| Weitere Bilder                          | Wohnhaus (Umgebinde) | Obere Dorfstraße 1 (Karte)                                                     | Bezeichnet mit 1824 | Vermutlich ehemalige Faktorei, baugeschichtlich und ortsgeschichtlich von Bedeutung. Rechts 3/4/3 Joche, Stube und Umgebinde-Konstruktion unverschalt, Spannriegel/Knaggen, Fachwerk-Oberstock zweiriegelig/eckstrebig, Sandstein-Türstock, aufwendig profiliert, korbbogig geschlossen, Schlussstein (LW), Kämpferplatte und Kerbmotive, Rückseite: Schleppdach mit Dachhecht, schmiedeeiserne Fenstergitter, Sandstein-Fenstergewände, profilierte Deckenbalkenköpfe, Giebel verbrettert, mit gelochten Enden. | 09272975 |
| Weitere Bilder                          | Wohnstallhaus (Umgebinde) und Scheune eines Bauernhofes | Obere Dorfstraße 3 (Karte)                                                     | Bezeichnet mit 1889 (Wohnstallhaus); 18. Jahrhundert (Scheune)                                                                              | Baugeschichtlich und wirtschaftsgeschichtlich von Bedeutung; Scheune abgerissen. Wohnstallhaus: 3/3 Joche, Stube verschalt, Umgebinde-Konstruktion frei, Spannriegel/Knaggen, Fachwerk-Obergeschoss zweiriegelig/eckstrebig, bezeichnet 1889, dazu Scheune (18. Jahrhundert): Bruchsteinsockel, darüber Kreuzstrebengefüge, Fledermausgaupen, Rest der Umfassung der Mistkuhle. | 09272976 |
| Weitere Bilder                          | Wohnhaus (Umgebinde) und Nebengebäude in Bruchstein und Schrotholz                                                                                          | Obere Dorfstraße 5 (Karte)                                                     | 2. Hälfte 18. Jahrhundert | Doppelstubenhaus, Obergeschoss Fachwerk, baugeschichtlich und sozialgeschichtlich von Bedeutung. Rechts 3/3/2, links 2/2/1 Joche, Stuben teils verschalt, teils unverschalt, teilweise Eckverkämmung (Waldkanten), Spannriegel/Knaggen, Fachwerk zweiriegelig/strebenlos, Hechtgaupe, Reko-Bau: Holzschindeln, Giebelverbretterung mit Stichen und ausgesägten Brettern, Füllungstür, im Innern profilierte Balkendecken, Schiebeläden, Oberstock mit Schiebefenster. | 09272977 |
| Weitere Bilder                          | Wohnhaus (Umgebinde) | Obere Dorfstraße 7 (Karte)                                                     | Bezeichnet mit 1850 | Obergeschoss Fachwerk, baugeschichtlich von Bedeutung. 3/3/3 Joche, Stube und Umgebinde-Konstruktion unverschalt, Spannriegel/Knaggen, profilierter Granittürstock, Fachwerk-Oberstock zweiriegelig/eckstrebig. | 09272978 |
| Direkt Bild zu diesem Denkmal hochladen | Wohnhaus (Obergeschoss Fachwerk) | Obere Dorfstraße 8 (Karte)                                                     | 18. Jahrhundert | Obergeschoss Fachwerk, baugeschichtlich von Bedeutung. Stube versetzt, Oberstock-Fachwerk zweiriegelig/strebenlos, wichtig für Blickbeziehung. | 09272979 |
| Weitere Bilder                          | Wohnhaus (Umgebinde) | Obere Dorfstraße 9 (Karte)                                                     | Ende 18. Jahrhundert und um 1800 | Obergeschoss Fachwerk, baugeschichtlich von Bedeutung. Links 3/3 Joche, Stube verschalt, Umgebinde-Konstruktion frei, Obergeschoss verschalt, um 1800 Stubenerweiterung: links 3/3/1 Joche, mit eigenem Walmdach, Giebel mit Schieferbildwand. | 09272980 |
| Weitere Bilder                          | Wohnhaus (Umgebinde) | Obere Dorfstraße 10 (Karte)                                                    | Im Kern noch 18. Jahrhundert | Obergeschoss Fachwerk, baugeschichtlich und sozialgeschichtlich von Bedeutung. Rechts 3/3/(2) Joche, Stube und Umgebinde-Konstruktion verschalt, Fachwerk einriegelig/eckstrebig, moderner Anbau mit Flachdach. | 09272981 |
|                                         | Wohnhaus (Umgebinde) | Obere Dorfstraße 11 (Karte)                                                    | 1. Hälfte 19. Jahrhundert | Obergeschoss Fachwerk, baugeschichtlich von Bedeutung. Links 3/3/2 Joche, Stube verschalt, Umgebinde-Konstruktion frei, Spannriegel/Knaggen, an der Rückseite profilierte Blattkopfbänder erhalten, Fachwerkoberstock einriegelig/eckstrebig, Giebelverbretterung mit „Stichen“ und herzförmig ausgesägten Randbrettern. | 09272963 |
| Direkt Bild zu diesem Denkmal hochladen | Wohnhaus (Umgebinde) | Obere Dorfstraße 12 (Karte)                                                    | Noch 18. Jahrhundert | Obergeschoss Fachwerk, baugeschichtlich und sozialgeschichtlich von Bedeutung. Rechts 3/3/2 Joche, Stube und Umgebinde-Konstruktion verschalt (Spannriegel/Knaggen), Fachwerk-Oberstock zweiriegelig/vollstrebig (auf das Original aufgedoppelt), profilierte Deckenbalkenköpfe, linker Giebel mit Preolitschindeln verschlagen, jüngerer Sandsteintürstock mit gekehltem Gewände. | 09272962 |
| Direkt Bild zu diesem Denkmal hochladen | Wohnstallhaus (Umgebinde), Stallgebäude und Durchfahrtsscheune eines Dreiseithofes                                                                          | Obere Dorfstraße 13 (Karte)                                                    | Mitte 19. Jahrhundert (Wohnstallhaus); bezeichnet mit 1912 (Seitengebäude)                                                                  | Baugeschichtlich und wirtschaftsgeschichtlich von Bedeutung. Wohnstallhaus: rechts 3/5/2 Joche, Stube verschalt (gekerbte Brettlagen), Umgebinde-Konstruktion frei, Spannriegel/Knaggen, drei Balkenlagen (Rähm/Füllholz/Saumschwelle), Oberstock-Fachwerk zweiriegelig/eckstrebig, einfacher Granit-Türstock mit Keilstein, Dachhecht. Durchfahrtsscheune: mit Resten von Kreuzstreben-Gefüge. Stall: mit dreibogiger Kumthalle und Treppenaufgang (erbaut 1912), Fledermausgaupen mit „Grillage“. | 09272961 |
|                                         | Wohnhaus (Umgebinde) | Obere Dorfstraße 16 (Karte)                                                    | 1738 | Doppelstubenhaus, Obergeschoss Fachwerk, baugeschichtlich und sozialgeschichtlich von Bedeutung. Rechts 2/2, links 3/3/(2) Joche, Stuben und Umgebinde-Konstruktion unverschalt, Spannriegel/Knaggen, Eckverkämmung mit Vorstoß, einzelne Säulen gemauert, Oberstock-Fachwerk zweiriegelig/eckstrebig, Dachhecht mit drei winzigen Segmentbogenfenstern. | 09272960 |
|                                         | Wohnhaus (Umgebinde) | Obere Dorfstraße 19 (Karte)                                                    | Mitte 19. Jahrhundert | Obergeschoss Fachwerk, baugeschichtlich von Bedeutung. Links 3/3/2 Joche, Stube und Umgebinde-Konstruktion unverschalt, Spannriegel/Knaggen, Oberstock-Fachwerk zweiriegelig/eckstrebig, links Fachwerk-Giebeldreieck, massiver Seitenflügel. | 09272958 |
|                                         | Wohnhaus (Umgebinde) | Obere Dorfstraße 20 (Karte)                                                    | Ende 18. Jahrhundert | Obergeschoss Fachwerk, baugeschichtlich und sozialgeschichtlich von Bedeutung. Rechts 2/2/- Joche, Stube und Umgebinde-Konstruktion verschalt, Oberstock-Fachwerk zweiriegelig/eckstrebig, Giebel verbrettert (die Brettenden mit Loch-Ornamentik und „Stichen“). | 09272957 |
|                                         | Wohnhaus (Umgebinde) | Obere Dorfstraße 23 (Karte)                                                    | Um 1800 | Obergeschoss Fachwerk, baugeschichtlich von Bedeutung. Links 2/3/(2) Joche, Stube verschalt (ursprünglich tief eingerückt), Umgebinde-Konstruktion teilweise verkleidet, Spannriegel/Knaggen, Fachwerk-Oberstock zweiriegelig/strebenlos, im Erdgeschoss Fenster-Zierblendrahmen, hölzernes Vorhäuschen. | 09272955 |
|                                         | Wohnhaus (Umgebinde) | Obere Dorfstraße 24 (Karte)                                                    | Noch 18. Jahrhundert, später verändert | Obergeschoss Fachwerk, baugeschichtlich und sozialgeschichtlich von Bedeutung. Rechts 3/3/- Joche, Stube verschalt, Umgebinde-Konstruktion frei (Spannriegel/Knaggen), Fachwerk-Oberstock zweiriegelig/eckstrebig (hier noch die originalen kleinen quadratischen Fenster erhalten), an der Rückseite Reste von Kreuzstreben-Gefüge. | 09272953 |
| Direkt Bild zu diesem Denkmal hochladen | Wohnstallhaus (Umgebinde) eines Dreiseithofes | Obere Dorfstraße 25 (Karte)                                                    | Bezeichnet mit 1881 | Obergeschoss Fachwerk, baugeschichtlich von Bedeutung. Rechts 3/5/- Joche, Stube verkleidet, Umgebinde-Konstruktion unverschalt, Spannriegel/Knaggen (außergewöhnliche Stubenhöhe), Oberstock mit Preolitschindeln verschlagen, schlichter Granittürstock, instruktives Beispiel der Spätphase des Umgebindebaues. | 09272954 |
| Direkt Bild zu diesem Denkmal hochladen | Wohnhaus (Umgebinde) | Olbersdorfer Straße 1 (Karte)                                                  | 18. Jahrhundert | Obergeschoss Fachwerk, baugeschichtlich und sozialgeschichtlich von Bedeutung. Rechts 3/2/2 Joche, Stube und Umgebinde-Konstruktion verschalt (Säulen-Kopfband/Rähm), Fachwerk-Oberstock verkleidet, Sandstein-Türstock- und Fenstergewände, Eckquaderung am massiven Teil. | 09273029 |
| Weitere Bilder                          | Wohnhaus (Obergeschoss Fachwerk) | Olbersdorfer Straße 2 (Karte)                                                  | Um 1800 | Obergeschoss Fachwerk, baugeschichtlich von Bedeutung. Erdgeschoss massiv, Oberstockfachwerk zweiriegelig/eckstrebig (aufgedoppelt), links der Haustür Fenster mit Segmentbögen, beide Giebel verschiefert, besonders rechts reiche Ornamentik (Sonnenbögen, Traubenmotive), zum Teil noch handbehauener Schiefer verwendet, Krüppelwalm, kurzer Dachhecht, an markanter Kreuzung gelegen, für Ortsbild wichtig. | 09273025 |
| Weitere Bilder                          | Eiflerhof; Wohnstallhaus (Umgebinde) und Seitengebäude mit Oberlaube eines Vierseithofes                                                                    | Olbersdorfer Straße 5 (Karte)                                                  | Bezeichnet mit 1861 (Wohnstallhaus); Ende 18. Jahrhundert (Seitengebäude)                                                                   | Baugeschichtlich und wirtschaftsgeschichtlich von Bedeutung. Wohnstallhaus: rechts 3/5/2 Joche, Stube verschalt, Umgebinde-Konstruktion frei (Spannriegel/Knaggen), Rähm/Zwischenholz, Saumschwelle, aufwendige Fenster-Zierblendrahmen, Fachwerk-Oberstock zweiriegelig/eckstrebig, Granittürstock mit Korbbogenabschluss und Gesims, Granit-Fenstergewände, im Innern (Flur) preußisches Kappengewölbe, im Sandsteinsockel (rechter Giebel) Monogramm und Jahreszahl 1861. Wirtschaftsgebäude (Stall): Fachwerk, rechts zugesetzte Oberlaube mit profilierten Säulen, vermutlich noch frühes 19. Jahrhundert. | 09273026 |
| Weitere Bilder                          | Wohnhaus (Umgebinde) | Olbersdorfer Straße 7 (Karte)                                                  | 1. Hälfte 19. Jahrhundert | Baugeschichtlich von Bedeutung. Rechts 2/3/2 Joche, Stube verschalt, Umgebinde-Konstruktion teilweise verschalt, Spannriegel/Knaggen, Säulen, gekerbte Brettlagen, Fachwerk-Obergeschoss zweiriegelig/eckstrebig, Füllungstür, Zierblendrahmen, rechte Ecksäule doppelt. | 09273027 |
| Weitere Bilder                          | Wohnhaus (Umgebinde) | Olbersdorfer Straße 8 (Karte)                                                  | Bezeichnet mit 1835 | Obergeschoss Fachwerk, baugeschichtlich von Bedeutung. Rechts 3/3/- Joche, Stube verschalt, Umgebinde-Konstruktion frei, Spannriegel/Knaggen, Fachwerk-Obergeschoss zweiriegelig/eckstrebig, Fachung ausgemauert, Giebel verbrettert, vermutlich 2. Hälfte 19. Jahrhundert aufgestockt. | 09273028 |
| Weitere Bilder                          | Gasthof „Felsenkeller“ (Obergeschoss Fachwerk) | Schänkgasse 3 (Karte)                                                          | Bezeichnet mit 1815, mehrfach verändert | Obergeschoss Fachwerk, verputzt, baugeschichtlich und ortsgeschichtlich von Bedeutung. Erdgeschoss massiv, Fachwerk-Oberstock verputzt, profilierter Granittürstock, im Keilstein Monogramm und Jahreszahl 1815, zweiflügelige Füllungstür aus der Erbauungszeit, im Erdgeschoss aufwendig profilierte Fenstergewände um 1900 (Neorenaissance), einmalig im Ort, Hausflurfenster mit Sandsteingewänden, massiver Seitenflügel. | 09273162 |
|                                         | Wohnhaus (Umgebinde) | Schänkgasse 6 (Karte)                                                          | Nach 1860, im Kern älter | Obergeschoss Fachwerk, baugeschichtlich von Bedeutung. Rechts 3/3/2 Joche, Stube verschalt, Umgebinde-Konstruktion frei (Spannriegel/Knaggen), Fachwerk-Oberstock zweiriegelig/strebenlos, profilierte Deckenbalkenköpfe, Türstock und Haustür um 1900, massiver Seitenflügel. | 09273147 |
| Direkt Bild zu diesem Denkmal hochladen | Wohnhaus (Umgebinde) | Schänkgasse 7 (Karte)                                                          | Um 1800, später verändert | Obergeschoss Fachwerk, baugeschichtlich von Bedeutung. Rechts 3/3/1 Joche, Stube und Umgebinde-Konstruktion verschalt (Spannriegel/Knaggen), Oberstock verbrettert (mit Zierleisten), ausgesägte Bretter zum Schutze der Balkenköpfe im rechten Giebeldreieck. | 09273152 |
| Direkt Bild zu diesem Denkmal hochladen | Wohnhaus (Umgebinde) | Schänkgasse 9 (Karte)                                                          | Im Kern 18. Jahrhundert | Eingeschossig mit Drempel, baugeschichtlich und sozialgeschichtlich von Bedeutung. Vermutlich ehemals Drempelgeschossbau, links 2/2/- Joche, Stube und Umgebinde-Konstruktion verschalt, Knaggen, gerader Spannriegel, Drempel verbrettert, Fenster mit Zierblendrahmen, hölzernes Vorhäuschen, rechte Seite massiv. | 09273150 |
| Direkt Bild zu diesem Denkmal hochladen | Wohnhaus (Umgebinde) | Schänkgasse 10 (Karte)                                                         | Im Kern frühes 19. Jahrhundert | Obergeschoss Fachwerk, baugeschichtlich von Bedeutung. Rechts 3/3/3 Joche, Stube verschalt, Umgebinde-Konstruktion teilweise verschalt (Spannriegel/Knaggen), Fachwerk-Oberstock zweiriegelig/strebenlos, Gefache mit Ziegeln ausgesetzt, rechts Giebelverbretterung mit Stichen und ausgesägten Randbrettern. | 09273151 |
| Direkt Bild zu diesem Denkmal hochladen | Wohnhaus (Umgebinde) | Schänkgasse 11 (Karte)                                                         | 1820 | Obergeschoss Fachwerk, wichtig für Ortsbild, baugeschichtlich von Bedeutung. Links 3/5/- Joche, Stube verschalt, Umgebinde-Konstruktion teilweise verschalt (Spannriegel/Knaggen), Fachwerk-Oberstock zweiriegelig/strebenlos, Haustür verlegt, rechte Seite massiv erneuert und unvorteilhaft modernisiert (Fliesen, Fensteraufteilung), massiver Seitenflügel, Garagen, Balkonanbau, am rechten Giebel kleines schmiedeeisernes Fenstergitter erhalten, erbaut 1820 (nach Brand). | 09273149 |
| Direkt Bild zu diesem Denkmal hochladen | Wohnhaus (wohl ehemals Umgebinde) | Schänkgasse 12 (Karte)                                                         | Im Kern um 1840 | Obergeschoss Fachwerk, baugeschichtlich von Bedeutung. Erdgeschoss massiv (vermutlich ehemals rechts Umgebinde), Fachwerk-Oberstock zweiriegelig/eckstrebig, Giebelverbretterung mit Stichen und ausgesägten Randbrettern, Krüppelwalmdach, leicht vorkragend mit profilierten Deckenbalkenköpfen, wichtig für Ortsbild/Sichtbeziehung. | 09273148 |
|                                         | Wohnhaus (Umgebinde) | Viebig 1 (Karte)                                                               | 1. Hälfte 19. Jahrhundert | Obergeschoss Fachwerk, baugeschichtlich von Bedeutung. Links 3/3/2 Joche, Stube verschalt, Umgebinde-Konstruktion frei, Fachwerk einriegelig/strebenlos. | 09272982 |
| Direkt Bild zu diesem Denkmal hochladen | Wohnhaus (Umgebinde) | Wilhelm-Fröhlich-Weg 1 (Karte)                                                 | Bezeichnet mit 1740 | Obergeschoss Fachwerk, baugeschichtlich und hausgeschichtlich von Bedeutung. Links 3/3/- Joche, Stube und Umgebinde-Konstruktion unverschalt, Eckverkämmung sichtbar (Hakenblatt), am Giebel Blattkopfbänder, an der Traufe geschweifte, knaggenartige Zapfkopfbänder, Kerbsäulen, Oberstock leicht vorkragend, Fachwerk einriegelig/vollstrebig, Streben verblattet, Giebelverbretterung mit Zierleisten, profiliertes Traufbrett, Krüppelwalm, massiver Erkeranbau. | 09273053 |
| Weitere Bilder                          | Wohnhaus (Umgebinde) | Wilhelm-Fröhlich-Weg 4 (Karte)                                                 | 1. Hälfte 19. Jahrhundert | Obergeschoss Fachwerk, baugeschichtlich von Bedeutung. Links 3/3/(3) Joche, Stube verschalt, Umgebinde-Konstruktion unverschalt (Spannriegel/Knaggen), Oberstock-Fachwerk zweiriegelig/strebenlos (aufgedoppelt), Giebelverbretterung mit ausgesägten Randbrettern. | 09273051 |
| Weitere Bilder                          | Wohnhaus (Umgebinde) | Wilhelm-Fröhlich-Weg 5 (Karte)                                                 | 1. Hälfte 19. Jahrhundert | Obergeschoss Fachwerk, baugeschichtlich von Bedeutung. Links 3/- Joche, Stube und Umgebinde-Konstruktion verschalt, Fachwerk strebenlos, Giebelseite verbrettert, Dachüberstand, Füllungstür original mit Beschlag-Ornamentik, Holztürstock. | 09273048 |
| Weitere Bilder                          | Wohnhaus (Umgebinde) | Wilhelm-Fröhlich-Weg 6 (Karte)                                                 | Um 1800 | Obergeschoss Fachwerk, baugeschichtlich von Bedeutung. Links 3/4/3 Joche, Stube verschalt, Umgebinde-Konstruktion frei, Spannriegel/Knaggen, Fachwerkoberstock zweiriegelig/eckstrebig, giebelseitig später mit sehr engem Rasterfachwerk versehen (zweiriegelig), imitierte Klappläden, Abseite mit Umgebinde-Konstruktion. | 09273047 |
|                                         | Wohnhaus (Umgebinde) | Wilhelm-Fröhlich-Weg 10 (Karte)                                                | Um 1800 | Obergeschoss Fachwerk, baugeschichtlich von Bedeutung. Rechts 3/3/2 Joche, Stube verschalt, Umgebinde-Konstruktion zum Teil frei (Spannriegel/Knaggen), Oberstock verbrettert. | 09273066 |
|                                         | Wohnhaus (Umgebinde) | Wilhelm-Fröhlich-Weg 11 (Karte)                                                | 1. Hälfte 19. Jahrhundert | Obergeschoss Fachwerk, baugeschichtlich von Bedeutung. Rechts 3/3 Joche, Stube verschalt, Umgebinde-Konstruktion frei, Spannriegel/Knaggen, Fachwerk zweiriegelig/eckstrebig. | 09273049 |
|                                         | Wohnhaus (Umgebinde) | Wilhelm-Fröhlich-Weg 12 (Karte)                                                | 1. Hälfte 19. Jahrhundert | Obergeschoss Fachwerk, baugeschichtlich von Bedeutung. Links 3/3 Joche, Stube verschalt, Umgebinde-Konstruktion frei, Spannriegel/Knaggen, Fachwerkoberstock zweiriegelig/eckstrebig, Giebelspitze verbrettert. | 09273050 |
| Weitere Bilder                          | Wohnhaus (Umgebinde) | Wilhelm-Fröhlich-Weg 18 (Karte)                                                | Um 1800 | Obergeschoss Fachwerk, baugeschichtlich von Bedeutung. Links 3/3 Joche, Stube verschalt, Umgebinde-Konstruktion frei, Säulen mit Kerbmuster, Blattkopfbänder, Holznägel, Fachwerk-Oberstock zweiriegelig/vollstrebig, Giebelspitze verbrettert. | 09273033 |
| Weitere Bilder                          | Wohnhaus (Umgebinde) | Wilhelm-Fröhlich-Weg 21 (Karte)                                                | Bezeichnet mit 1808 | Obergeschoss Fachwerk, baugeschichtlich von Bedeutung. Rechts 3/3/3 Joche, Stube verschalt, Umgebinde-Konstruktion frei, Blattkopfbänder, gekerbte Säulen, Fachwerk zweiriegelig/vollstrebig, profilierter Sandsteintürstock, Schieferdach (handbehauen), originale Fenster (quadratisch), Holznägel. | 09273032 |
|                                         | Wohnhaus (Umgebinde) | Wilhelm-Fröhlich-Weg 22 (Karte)                                                | Um 1800 | Obergeschoss Fachwerk, baugeschichtlich von Bedeutung. Rechts 3/3/2 Joche, Stube verschalt, Umgebinde-Konstruktion frei, Spannriegel/Knaggen, Fachwerk-Obergeschoss zweiriegelig/strebenlos, Giebel verschiefert, Hechtgaupe, moderner Vorbau. | 09273031 |
| Weitere Bilder                          | Wohnhaus (Umgebinde) | Wilhelm-Fröhlich-Weg 23 (Karte)                                                | Um 1800 | Doppelstubenhaus, Obergeschoss Fachwerk, baugeschichtlich von Bedeutung. Rechts 3/2, links 2/2 Joche, Stuben und Umgebinde-Konstruktion verschalt, links fehlt Spannriegel, rechts Spannriegel/Knaggen, Fachwerk-Obergeschoss aufgedoppelt, Giebel verbrettert, Fenster-Zierblendrahmen. | 09273030 |

## Hörnitz
| Bild                                    | Bezeichnung | Lage                                       | Datierung                                                                                   | Beschreibung | ID       |
| --------------------------------------- | --- | ------------------------------------------ | ------------------------------------------------------------------------------------------- | --- | -------- |
| Weitere Bilder                          | Wohnhaus (Umgebinde) | Am Steg 2 (Karte)                          | 1. Hälfte 19. Jahrhundert                                                                   | Eingeschossig mit Drempel, baugeschichtlich und sozialgeschichtlich von Bedeutung, Fachwerk im Obergeschoss, Dachüberstand | 09271454 |
|                                         | Wirtschaftsgebäude des einstigen Wirtschaftshofes mit Teil der Einfriedungsmauer des Rittergutes Althörnitz, Zittauer Straße 9 | August-Bebel-Straße 1 (Karte)              | 18. Jahrhundert                                                                             | Mächtiger Bau mit Gewölben, baugeschichtlich und ortsgeschichtlich von Bedeutung. Der Wirtschaftshof ist kaum noch erkennbar. Betreffendes Gebäude ist der nordwestliche Bau des Wirtschaftshofes. Jenseits der Hauptstraße führten in einem Winkel zueinander zwei Alleen nach Norden. | 09303483 |
| Direkt Bild zu diesem Denkmal hochladen | Doppelwohnhaus mit Vorgarten                                                                                                   | August-Bebel-Straße 9, 11 (Karte)          | Bezeichnet mit 1908                                                                         | Landarbeiterhaus, sozialgeschichtlich von Bedeutung. Landarbeitersiedlung im Zusammenhang mit dem Rittergut (?), vorgezogene Ecken (seitenrisalitartig), Dachhäuser auf den Ecken, Betonung der Mittelachse mit Fledermausgaupe mit eingelassenem Fenster, überdachter Eingang, Halbgeschoss mit Fachwerk. | 09271476 |
| Direkt Bild zu diesem Denkmal hochladen | Wohnhaus (Umgebinde) | August-Bebel-Straße 10 (Karte)             | 1. Hälfte 19. Jahrhundert                                                                   | Eingeschossig, baugeschichtlich und sozialgeschichtlich von Bedeutung. Eingeschossig, Umgebindejoche über Giebelseite und halbe Traufseite, Fenster nur teilweise erhalten, Verbretterung an der Giebelseite entfernt. | 09271505 |
| Direkt Bild zu diesem Denkmal hochladen | Wohnhaus (Umgebinde) | August-Bebel-Straße 14 (Karte)             | 2. Hälfte 19. Jahrhundert                                                                   | Obergeschoss Fachwerk, baugeschichtlich von Bedeutung, Giebel verbrettert | 09271474 |
| Direkt Bild zu diesem Denkmal hochladen | Wohnhaus (Umgebinde) | August-Bebel-Straße 37 (Karte)             | 2. Hälfte 19. Jahrhundert                                                                   | Eingeschossig mit Drempel, baugeschichtlich und sozialgeschichtlich von Bedeutung, Kastenfenster, Drempelgeschoss verbrettert, zwei Dachhäuser, Giebelseiten mit Eternitschindeln verkleidet | 09271470 |
| Direkt Bild zu diesem Denkmal hochladen | Wohnhaus (Umgebinde) | August-Bebel-Straße 43 (Karte)             | Ende 19. Jahrhundert                                                                        | Obergeschoss Fachwerk, baugeschichtlich von Bedeutung, Umgebinde auf Vorderseite ausgemauert | 09271471 |
|                                         | Wohnhaus (Umgebinde) | Bertsdorfer Straße 4 (Karte)               | Um 1800                                                                                     | Obergeschoss Fachwerk, baugeschichtlich von Bedeutung, Obergeschoss verbrettert, Krüppelwalmdach | 09271458 |
| Direkt Bild zu diesem Denkmal hochladen | Wohnhaus (Umgebinde) | Cuxweg 3 (Karte)                           | 1. Hälfte 19. Jahrhundert                                                                   | Obergeschoss Fachwerk, baugeschichtlich von Bedeutung | 09271502 |
| Direkt Bild zu diesem Denkmal hochladen | Wohnhaus (Umgebinde) | Cuxweg 4 (Karte)                           | 1. Hälfte 19. Jahrhundert                                                                   | Eingeschossig, baugeschichtlich und sozialgeschichtlich von Bedeutung | 09271504 |
| Direkt Bild zu diesem Denkmal hochladen | Wohnhaus (Umgebinde) | Cuxweg 6 (Karte)                           | Letztes Drittel 19. Jahrhundert                                                             | Obergeschoss Fachwerk, baugeschichtlich von Bedeutung, Zierrahmungen am Fenster | 09271503 |
| Direkt Bild zu diesem Denkmal hochladen | Wohnhaus (Umgebinde) | Cuxweg 10 (Karte)                          | 1. Hälfte 19. Jahrhundert                                                                   | Obergeschoss Fachwerk, baugeschichtlich von Bedeutung, Obergeschoss verbrettert | 09271501 |
| Direkt Bild zu diesem Denkmal hochladen | Wohnhaus (Umgebinde) | Cuxweg 12 (Karte)                          | 2. Hälfte 19. Jahrhundert                                                                   | Obergeschoss Fachwerk, baugeschichtlich von Bedeutung | 09271499 |
| Weitere Bilder                          | Fabrikantenvilla | Ernst-Thälmann-Straße 3 (Karte)            | Bezeichnet mit 1905                                                                         | Putzbau mit Eckquaderung und Putzgliederung, baugeschichtlich und straßenbildprägend von Bedeutung, Lisenengliederung, Sandsteinornamentik | 09271487 |
| Direkt Bild zu diesem Denkmal hochladen | Wohnhaus mit integriertem Wirtschaftsteil                                                                                      | Ernst-Thälmann-Straße 8 (Karte)            | Um 1800                                                                                     | Obergeschoss Fachwerk, baugeschichtlich von Bedeutung, Erdgeschoss massiv, Obergeschoss Fachwerk verbrettert, Giebelseite verbrettert, Satteldach mit Biberschwanzdeckung, Fensterläden im Obergeschoss aus den 1930er Jahren | 09303482 |
| Direkt Bild zu diesem Denkmal hochladen | Wohnhaus (ehemals Umgebinde-Langständerbau)                                                                                    | Ernst-Thälmann-Straße 12 (Karte)           | 17. Jahrhundert                                                                             | Obergeschoss Fachwerk mit Andreaskreuzen, baugeschichtlich und sozialgeschichtlich von Bedeutung, Andreaskreuze, sehr starkes Mauerwerk | 09271488 |
| Direkt Bild zu diesem Denkmal hochladen | Wohnhaus (Umgebinde) | Ernst-Thälmann-Straße 20 (Karte)           | 2. Hälfte 19. Jahrhundert                                                                   | Obergeschoss Fachwerk, baugeschichtlich von Bedeutung, ohne Anbau | 09271489 |
| Direkt Bild zu diesem Denkmal hochladen | Dreiseithof mit allen Bauten, dem Wohnstallhaus (Umgebinde), Seitengebäude (Umgebinde) und der Scheune                         | Ernst-Thälmann-Straße 26 (Karte)           | Bezeichnet mit 1818 (Bauernhaus); 17. Jahrhundert (Seitengebäude)                           | Baugeschichtlich und sozialgeschichtlich von Bedeutung. Wohnstallhaus: Obergeschoss Fachwerk, Krüppelwalmdach, im Innern Kreuzgratgewölbe, bezeichnet mit 1818. Wirtschaftsgebäude: Obergeschoss Fachwerk, Krüppelwalmdach, Fledermausgaupen, 17. Jahrhundert. | 09271490 |
| Direkt Bild zu diesem Denkmal hochladen | Wohnhaus (Umgebinde) | Ernst-Thälmann-Straße 41 (Karte)           | Ende 19. Jahrhundert                                                                        | Obergeschoss Fachwerk, baugeschichtlich von Bedeutung, Giebelseite gemauert | 09271497 |
| Direkt Bild zu diesem Denkmal hochladen | Wohnhaus (Umgebinde) | Ernst-Thälmann-Straße 42 (Karte)           | 2. Hälfte 19. Jahrhundert                                                                   | Obergeschoss Fachwerk, baugeschichtlich von Bedeutung, Giebel verbrettert | 09271494 |
| Direkt Bild zu diesem Denkmal hochladen | Wohnhaus (Umgebinde) | Ernst-Thälmann-Straße 44 (Karte)           | 2. Hälfte 19. Jahrhundert                                                                   | Obergeschoss Fachwerk, baugeschichtlich von Bedeutung, ohne Anbau, Giebel verbrettert | 09271495 |
| Direkt Bild zu diesem Denkmal hochladen | Wohnhaus (Umgebinde) eines Hakenhofes                                                                                          | Ernst-Thälmann-Straße 50 (Karte)           | 2. Hälfte 19. Jahrhundert                                                                   | Obergeschoss Fachwerk, baugeschichtlich von Bedeutung, Hechtgaupe | 09271496 |
| Direkt Bild zu diesem Denkmal hochladen | Wohnhaus (Umgebinde) | Ernst-Thälmann-Straße 54 (Karte)           | Ende 19. Jahrhundert                                                                        | Obergeschoss Fachwerk, baugeschichtlich von Bedeutung, verbrettert | 09271498 |
| Direkt Bild zu diesem Denkmal hochladen | Bauernhaus (Einhaus mit Wohnteil, Stall und Scheune)                                                                           | Ernst-Thälmann-Straße 64 (Karte)           | 2. Hälfte 19. Jahrhundert                                                                   | Obergeschoss Fachwerk, baugeschichtlich, sozialgeschichtlich und wirtschaftsgeschichtlich von Bedeutung, Fachwerk, massiv untersetzt | 09271500 |
| Direkt Bild zu diesem Denkmal hochladen | Wohnhaus (Umgebinde) | Friedrich-Jahn-Straße 2 (Karte)            | 2. Hälfte 19. Jahrhundert                                                                   | Obergeschoss Fachwerk, baugeschichtlich von Bedeutung, dominante Lage, Giebel rechts verbrettert, links verputzt | 09271477 |
| Direkt Bild zu diesem Denkmal hochladen | Wohnhaus (Umgebinde) | Goethestraße 1 (Karte)                     | 2. Hälfte 19. Jahrhundert                                                                   | Obergeschoss Fachwerk, baugeschichtlich von Bedeutung, vorn verbrettert, Fenster original erhalten, Kastenfenster, Fledermausgaupen | 09271478 |
| Direkt Bild zu diesem Denkmal hochladen | Wohnhaus (Umgebinde), mit Anbau und rückwärtigem Stallteil                                                                     | Goethestraße 9 (Karte)                     | Um 1800                                                                                     | Obergeschoss Fachwerk, baugeschichtlich und sozialgeschichtlich von Bedeutung, Giebelspitze verbrettert, Weinspalier, Anbau Ende 19. Jahrhundert | 09271484 |
| Direkt Bild zu diesem Denkmal hochladen | Wohnhaus (Umgebinde) | Goethestraße 18 (Karte)                    | 1. Hälfte 19. Jahrhundert                                                                   | Eingeschossig, baugeschichtlich und sozialgeschichtlich von Bedeutung, mit kleinem Dachhecht | 09274904 |
|                                         | Wohnhaus (Umgebinde) | Heinestraße 1 (Karte)                      | 1. Hälfte 19. Jahrhundert                                                                   | Obergeschoss Fachwerk, baugeschichtlich von Bedeutung, Obergeschoss verbrettert, Dach verschiefert | 09271456 |
| Weitere Bilder                          | Wohnhaus (Umgebinde), ohne Anbau                                                                                               | Heinestraße 3 (Karte)                      | 1. Hälfte 19. Jahrhundert                                                                   | Obergeschoss Fachwerk, baugeschichtlich von Bedeutung, ohne modernen Anbau, Obergeschoss verbrettert, Krüppelwalmdach, Abbruchgenehmigung, Schreiben vom 4. Juli 2017 für Komplettabbruch (Untere Denkmalschutzbehörde Görlitz) | 09271457 |
| Direkt Bild zu diesem Denkmal hochladen | Wohnhaus (Umgebinde) | Morawekstraße 1 (Karte)                    | 1. Hälfte 19. Jahrhundert                                                                   | Obergeschoss Fachwerk, baugeschichtlich von Bedeutung, Umgebinde fast umlaufend, Giebelspitze verbrettert, Fachwerk teils entfernt | 09271473 |
|                                         | Wohnhaus (Umgebinde), mit Anbau                                                                                                | Morawekstraße 10 (Karte)                   | 2. Hälfte 19. Jahrhundert                                                                   | Doppelstubenhaus, Obergeschoss Fachwerk, baugeschichtlich von Bedeutung. Fast umlaufendes Umgebinde, betrifft nicht den Anbau, Obergeschoss verbrettert, Anbau Fachwerk, massiv untersetzt. | 09271479 |
| Direkt Bild zu diesem Denkmal hochladen | Wohnhaus (Umgebinde) | Pestalozzistraße 1 (Karte)                 | 1. Hälfte 19. Jahrhundert                                                                   | Obergeschoss Fachwerk, baugeschichtlich von Bedeutung, hölzernes Vordach | 09271459 |
| Direkt Bild zu diesem Denkmal hochladen | Wohnhaus (Umgebinde) | Schillerstraße 3 (Karte)                   | 2. Hälfte 19. Jahrhundert                                                                   | Obergeschoss Fachwerk, baugeschichtlich von Bedeutung, nur linke Seite, Putznutungen | 09271492 |
| Direkt Bild zu diesem Denkmal hochladen | Wohnhaus (Umgebinde) | Schillerstraße 11 (Karte)                  | 2. Hälfte 19. Jahrhundert                                                                   | Obergeschoss Fachwerk, baugeschichtlich von Bedeutung, stark modernisiert, ohne Anbau | 09271491 |
|                                         | Wohnhaus (Umgebinde) und Scheune                                                                                               | Straße der Jugend 2 (Karte)                | 2. Hälfte 19. Jahrhundert                                                                   | Wohnhaus Obergeschoss Fachwerk, baugeschichtlich und sozialgeschichtlich von Bedeutung, Giebel verbrettert, Obergeschoss teilweise verbrettert, Wirtschaftstrakte teilweise verbrettert | 09271483 |
| Weitere Bilder                          | Wohnhaus (Umgebinde) | Straße der Jugend 5 (Karte)                | Um 1800                                                                                     | Doppelstubenhaus, Obergeschoss Fachwerk, baugeschichtlich von Bedeutung, Obergeschoss verbrettert, Krüppelwalmdach | 09271467 |
| Weitere Bilder                          | Wohnhaus (Umgebinde), ohne Anbau                                                                                               | Straße der Jugend 8 (Karte)                | 2. Hälfte 19. Jahrhundert                                                                   | Obergeschoss Fachwerk, baugeschichtlich von Bedeutung, ohne rückwärtigen Anbau, Obergeschoss verbrettert, Giebel rechts mit Eternitschindeln, verkleidet, Giebel links verbrettert | 09271472 |
|                                         | Wohnhaus (Umgebinde) | Straße der Jugend 10 (Karte)               | 1. Hälfte 19. Jahrhundert                                                                   | Obergeschoss Fachwerk (nur noch eine Hälfte der Traufseite), baugeschichtlich von Bedeutung, Giebel rechts verschiefert, links ebenso | 09271468 |
|                                         | Wohnhaus (Umgebinde) | Straße der Jugend 14 (Karte)               | 1. Hälfte 19. Jahrhundert                                                                   | Obergeschoss Fachwerk, baugeschichtlich von Bedeutung, Giebelspitze verbrettert | 09271469 |
| Weitere Bilder                          | Wohnstallhaus (Umgebinde) eines Bauernhofes                                                                                    | Straße der Jugend 21 (Karte)               | 2. Hälfte 19. Jahrhundert                                                                   | Obergeschoss Fachwerk, baugeschichtlich und straßenbildprägend von Bedeutung, Obergeschoss verbrettert, Rückseite Obergeschoss Fachwerk, Flaschenzug, Holzbalkendecke in der Bohlenstube, Abriss geplant | 09271466 |
| Weitere Bilder                          | Wohnhaus (Umgebinde) und Wachtelhaus über der Haustür                                                                          | Straße der Jugend 23 (Karte)               | 2. Hälfte 19. Jahrhundert (Wohnhaus); 1931/32 (Wachtelhaus)                                 | Wohnhaus Obergeschoss Fachwerk, baugeschichtlich und künstlerisch von Bedeutung | 09271464 |
|                                         | Wohnhaus (Umgebinde) | Straße der Jugend 32 (Karte)               | 2. Hälfte 19. Jahrhundert                                                                   | Obergeschoss Fachwerk, baugeschichtlich von Bedeutung, Giebel links verbrettert | 09271465 |
|                                         | Wohnhaus (Umgebinde) | Straße der Jugend 34 (Karte)               | 2. Hälfte 19. Jahrhundert                                                                   | Obergeschoss Fachwerk, baugeschichtlich von Bedeutung | 09271463 |
| Weitere Bilder                          | Brücke über die Mandau | Zittauer Straße (Karte)                    | 1866                                                                                        | Zwei flache weite Bögen in Sandstein, ausgesetzt mit regelmäßigem Basalt, verbindet Hörnitz mit Zittau-Pethau, orts-, bau- und verkehrsgeschichtlich von Bedeutung | 09307041 |
| Direkt Bild zu diesem Denkmal hochladen | Friedhofskapelle und Einfriedungsmauer                                                                                         | Zittauer Straße (auf dem Friedhof) (Karte) | Ende 19. Jahrhundert                                                                        | Putzbau mit Zentralraum über quadratischem Grundriss und symmetrischen Annexen, Einfriedungsmauer aus Klinkern parallel zur Straße ortsgeschichtlich von Bedeutung | 09271485 |
| Weitere Bilder                          | Rittergut Althörnitz (Sachgesamtheit)                                                                                          | Zittauer Straße 9 (Karte)                  | 17.–19. Jahrhundert                                                                         | Sachgesamtheit Rittergut Althörnitz mit folgenden Einzeldenkmalen: Schloss und Mauereinfriedung (siehe Einzeldenkmal unter gleicher Anschrift – Obj. 09271462) sowie Gutspark (Gartendenkmal); Schloss durch Meister Valentin 1651–1654 für den Bürgermeister von Zittau Christian von Hartig in deutscher Spätrenaissance erbaut, baugeschichtlich, landschaftsgestaltend und ortsgeschichtlich von Bedeutung. Je zwei mehrgeschossige, vasengekrönte Volutengiebel an den Längsseiten, je einer an den Schmalseiten. Der stärkere Eckturm im untersten Geschoss mit Kreuzgewölbe. Beide Türme achteckig mit Welschen Hauben. Inneres mehrfach verändert. | 09303455 |
| Weitere Bilder                          | Schloss und Mauereinfriedung (Einzeldenkmal zu ID-Nr. 09303455)                                                                | Zittauer Straße 9 (Karte)                  | 1651–1654                                                                                   | Einzeldenkmale der Sachgesamtheit Rittergut Althörnitz; Schloss dreigeschossiger Bau mit Eckturm und Treppenturm, durch Meister Valentin 1651–1654 für den Bürgermeister von Zittau Christian von Hartig in deutschen Spätrenaissance erbaut, baugeschichtlich und ortsgeschichtlich von Bedeutung. Dreigeschossiger Bau mit Eckturm, Treppenturm, je zwei mehrgeschossige, vasengekrönte Volutengiebel an den Längsseiten, je einer an den Schmalseiten. Der stärkere Eckturm im untersten Geschoss mit Kreuzgewölbe. Beide Türme achteckig mit Welschen Hauben. Inneres mehrfach verändert. Nach Norden führt eine lückenhafte Obstbaumallee auf die Anhöhe, an deren Ende und höchstem Punkt das Denkmal für den letzten Gutsbesitzer Herrn von Sandersleben, umgeben von alten Blaufichten steht. | 09271462 |
| Weitere Bilder                          | Dorfkirche Hörnitz mit umgebendem Kirchplatz sowie Denkmal für die Gefallenen des Ersten Weltkrieges                           | Zittauer Straße 12a (Karte)                | 1900–1901 (Kirche); um 1900 (Kirchplatz/Kirchpark); nach 1918 (Kriegerdenkmal 1. Weltkrieg) | Neugotischer Kirchenbau von Theodor Quentin, baugeschichtlich und ortsgeschichtlich von Bedeutung. Neugotischer Kirchenbau, 1900/01 von Theodor Quentin errichtet. Einschiffiger Bau mit 5/8-Schluss und Satteldach. Westturm mit Eingangshalle und spitzbogigem Säulenportal, darüber große Fensterrose. Der auffällig hohe Turm endet in einem achteckigen Pyramidendach. Die Gliederung der Wandflächen von Strebepfeilern und Quaderungen geprägt. Das Innere mit gekehlter, flacher Holzbalkendecke und mittigem Spiegel, darin Darstellung eines Engelszuges mit Psalter und Harfe, der den christlichen Glauben preist, von Johann Bernhard Reinboth aus Dresden. An drei Seiten umlaufende hölzerne Empore. Altarfenster mit der Darstellung des segnenden Christus und den Evangelisten, aus der Glaserwerkstatt Türcke aus Zittau. Die Ausstattung aus der Erbauungszeit. Kalksteinaltar mit Kreuzigungsgruppe, die vom Bildhauer Konrad Hentschel aus Meißen entworfenen Figuren aus Ton. – Holzkanzel mit Tonreliefs, welche die Evangelisten und die Blindenheilung zeigen. Orgel von Schuster, 1901. Holzausstattung vergleiche Johanniskirche Meißen, Emporen, Orgelprospekt unvollständig, Orgelpfeifen im Krieg eingeschmolzen, im Chor ursprünglich Himmelsgewölbe (nicht original renoviert), Altarfiguren ursprünglich gipsweiß vor schwarzem Grund (ursprünglich grau/weißer Anstrich), originale Bänke, Taufstein und Fenster, ein Leuchter original, Luther-Skulptur, Fassade: Backstein- und Sandsteinornamentik. | 09271480 |
| Direkt Bild zu diesem Denkmal hochladen | Schule | Zittauer Straße 13 (Karte)                 | 1859–1860                                                                                   | Gebaut für Kinder von Alt- und Neu-Hörnitz und Pethau auf einer Parzelle des Rittergutes, enthielt drei Klassenräume und zwei Lehrerwohnungen, baugeschichtlich und ortsgeschichtlich von Bedeutung | 09271244 |
| Weitere Bilder                          | Wohnhaus (Umgebinde) | Zittauer Straße 17 (Karte)                 | Bezeichnet mit 1804                                                                         | Obergeschoss Fachwerk, baugeschichtlich von Bedeutung, Wandschiefermuster, Hechtgaupe mit kleinen Rundbogenfenstern | 09271482 |
| Direkt Bild zu diesem Denkmal hochladen | Wohnhaus | Zittauer Straße 20 (Karte)                 | Um 1900                                                                                     | Putzbau im Schweizerstil, baugeschichtlich von Bedeutung, Mittelteil risalitartig hervorgezogen, Dacherker mit unterlegtem Zierfachwerk, über den Fenstern Sandsteinornamentik, originale Malereien | 09271486 |
| Weitere Bilder                          | Rittergut Neuhörnitz (Sachgesamtheit)                                                                                          | Zittauer Straße 23 (Karte)                 | 18./19. Jahrhundert                                                                         | Sachgesamtheit Rittergut Neuhörnitz mit folgenden Einzeldenkmalen: Herrenhaus mit westlich angebautem Wohntrakt (ohne hinteren Anbau), nordwestliches Wirtschaftsgebäude (heute Wohnhaus), südwestliche Scheune, bauliche Reste der Brauerei mit Schornstein und Toreinfahrt mit Torpfeilern (siehe Einzeldenkmale – Obj. 09271493) sowie Wirtschaftshof als Sachgesamtheitsteil; spätere Nutzung des Ritterguts als Brauerei, baugeschichtlich und ortsgeschichtlich von Bedeutung. Herrenhaus: ohne modernen Anbau, Sandsteinportal, Fenstergitter, Mansardwalmdach, Dreiecksgiebel mit aufgesetzter Vase. Nebengebäude (Brauerei seit 1867): „Neorenaissancegiebel“. Scheune: Krüppelwalmdach, Fledermausgaupe. | 09303475 |
| Weitere Bilder                          | Herrenhaus mit westlich angebautem Wohntrakt, ohne hinteren Anbau (Einzeldenkmal zu ID-Nr. 09303475)                           | Zittauer Straße 23 (Karte)                 | 1751                                                                                        | Einzeldenkmal der Sachgesamtheit Rittergut Neuhörnitz; spätere Nutzung des Ritterguts als Brauerei, baugeschichtlich und ortsgeschichtlich von Bedeutung. Schloß Neuhörnitz, 1751 vom Kaufmann Gottfried Hering aus Zittau erbaut, 1867 erweitert zu einer Brauerei mit Gastwirtschaft. Schlichter, zweigeschossiger, vierachsiger Baukörper mit Mansardwalmdach. Die mittleren zwei Achsen durch ein Zwerchhaus mit Dreieckgiebel betont. – Das Innere verändert. Die das Schloß umgebenden Wirtschaftsgebäude aus dem 18. und 19. Jahrhundert. Herrenhaus: ohne modernen Anbau, Sandsteinportal, Fenstergitter, Mansardwalmdach, Dreiecksgiebel mit aufgesetzter Vase. | 09271493 |
| Direkt Bild zu diesem Denkmal hochladen | Nordwestliches Wirtschaftsgebäude, heute Wohnhaus (Einzeldenkmal zu ID-Nr. 09303475)                                           | Zittauer Straße 23 (Karte)                 |                                                                                             | Einzeldenkmal der Sachgesamtheit Rittergut Neuhörnitz, Nebengebäude (Brauerei seit 1867): „Neorenaissancegiebel“ | 09271493 |
| Direkt Bild zu diesem Denkmal hochladen | Südwestliche Scheune (Einzeldenkmal zu ID-Nr. 09303475)                                                                        | Zittauer Straße 23 (Karte)                 |                                                                                             | Einzeldenkmal der Sachgesamtheit Rittergut Neuhörnitz. Scheune: Krüppelwalmdach, Fledermausgaupe. | 09271493 |
|                                         | Bauliche Reste der Brauerei mit Schornstein (Einzeldenkmal zu ID-Nr. 09303475)                                                 | Zittauer Straße 23 (Karte)                 |                                                                                             | Einzeldenkmal der Sachgesamtheit Rittergut Neuhörnitz | 09271493 |
| Direkt Bild zu diesem Denkmal hochladen | Toreinfahrt mit Torpfeilern (Einzeldenkmal zu ID-Nr. 09303475)                                                                 | Zittauer Straße 23 (Karte)                 |                                                                                             | Einzeldenkmal der Sachgesamtheit Rittergut Neuhörnitz | 09271493 |
| Direkt Bild zu diesem Denkmal hochladen | Wohnhaus (Umgebinde), westliche Scheune und nördliches Seitengebäude mit östlichem Scheunenanbau eines Bauernhofes             | Zittauer Straße 50 (Karte)                 | 1. Hälfte 19. Jahrhundert                                                                   | Wahrscheinlich ehemals Gasthof, baugeschichtlich, wirtschaftsgeschichtlich und straßenbildprägend von Bedeutung | 09274806 |

## Streichungen von der Denkmalliste

### Streichungen von der Denkmalliste (Bertsdorf)
| Bild                                    | Bezeichnung          | Lage                        | Datierung                         | Beschreibung | ID       |
| --------------------------------------- | -------------------- | --------------------------- | --------------------------------- | --- | -------- |
|                                         | Wohnhaus (Umgebinde) | Obere Dorfstraße 18 (Karte) | Im Kern wohl noch 18. Jahrhundert | Obergeschoss Fachwerk, bau- und sozialgeschichtlich von Bedeutung. Rechts 3/3/(2) Joche, Stube wohl unverschalt, Umgebinde-Konstruktion teilweise verkleidet, Spannriegel/Knaggen, Fachwerk aufgedoppelt (falscher Bund?), stark modernisiert. Zwischen 2017 und 2024 aus der Denkmalliste gestrichen.              | 09272959 |
| Direkt Bild zu diesem Denkmal hochladen | Wohnhaus (Umgebinde) | Obere Dorfstraße 22 (Karte) | 1. Hälfte 19. Jahrhundert         | Obergeschoss Fachwerk, baugeschichtlich von Bedeutung. Stuben massiv versetzt, bei Seitenflügel Umgebinde erhalten (2/3 Joche), Fachwerk-Oberstock zweiriegelig/eckstrebig, am rechten Giebel zwei asymmetrische Gefachstreben, linker Giebel verschiefert. Zwischen 2017 und 2024 aus der Denkmalliste gestrichen. | 09272956 |

### Streichungen von der Denkmalliste (Hörnitz)
| Bild           | Bezeichnung                      | Lage              | Datierung | Beschreibung | ID       |
| -------------- | -------------------------------- | ----------------- | --------- | --- | -------- |
| Weitere Bilder | Wohnhaus (Obergeschoss Fachwerk) | Am Steg 1 (Karte) | Um 1800   | Obergeschoss Fachwerk, baugeschichtlich von Bedeutung, Krüppelwalmdach. Haus 2010 desolat, Abbruchgenehmigung vom 13. Juni 2016 (Untere Denkmalschutzbehörde Görlitz), Ende 2020 teilweise abgerissen | 09271455 |

## Tabellenlegende
- Bild: Bild des Kulturdenkmals, ggf. zusätzlich mit einem Link zu weiteren Fotos des Kulturdenkmals im Medienarchiv Wikimedia Commons. Wenn man auf das Kamerasymbol klickt, können Fotos zu Kulturdenkmalen aus dieser Liste hochgeladen werden:
- Bezeichnung: Denkmalgeschützte Objekte und ggf. Bauwerksname des Kulturdenkmals
- Lage: Straßenname und Hausnummer oder Flurstücknummer des Kulturdenkmals. Die Grundsortierung der Liste erfolgt nach dieser Adresse. Der Link (Karte) führt zu verschiedenen Kartendiensten mit der Position des Kulturdenkmals. Fehlt dieser Link, wurden die Koordinaten noch nicht eingetragen. Sind diese bekannt, können sie über ein Tool mit einer Kartenansicht einfach nachgetragen werden. In dieser Kartenansicht sind Kulturdenkmale ohne Koordinaten mit einem roten bzw. orangen Marker dargestellt und können durch Verschieben auf die richtige Position in der Karte mit Koordinaten versehen werden. Kulturdenkmale ohne Bild sind an einem blauen bzw. roten Marker erkennbar.
- Datierung: Baubeginn, Fertigstellung, Datum der Erstnennung oder grobe zeitliche Einordnung entsprechend des Eintrags in der sächsischen Denkmaldatenbank
- Beschreibung: Kurzcharakteristik des Kulturdenkmals entsprechend des Eintrags in der sächsischen Denkmaldatenbank, ggf. ergänzt durch die dort nur selten veröffentlichten Erfassungstexte oder zusätzliche Informationen
- ID: Vom Landesamt für Denkmalpflege Sachsen vergebene, das Kulturdenkmal eindeutig identifizierende Objekt-Nummer. Der Link führt zum PDF-Denkmaldokument des Landesamtes für Denkmalpflege Sachsen. Bei ehemaligen Kulturdenkmalen können die Objektnummern unbekannt sein und deshalb fehlen bzw. die Links von aus der Datenbank entfernten Objektnummern ins Leere führen. Ein ggf. vorhandenes Icon  führt zu den Angaben des Kulturdenkmals bei Wikidata.